# Danh sách tập phim Digimon
Digimon là sản phẩm và là phương tiện truyền thông nổi tiếng của Nhật Bản được tạo ra bởi Bandai (nguyên được sáng chế bởi Hongo Akayoshi) bao gồm anime, manga, đồ chơi, trò chơi điện tử, trò chơi thẻ và các phương tiện khác. Những câu chuyện xoay quanh những vật thể sống gọi là Digimon, đó là những con thú hay quái vật đang sinh sống tại một thế giới song song được hình thành từ những mạng truyền thông của Trái Đất được gọi là Thế giới Kĩ thuật số. Phim được phát sóng trên kênh Fuji TV, TV Asahi và TV Tokyo tại Nhật Bản từ 7 tháng 3 năm 1999 đến nay với khoảng 450 tập đã lên sóng.

## Tổng quan
Anime truyền hình:
| Mùa | Mùa | Số tập | Số tập | Phát sóng gốc       | Phát sóng gốc       | Phát sóng gốc |
| Mùa | Mùa | Số tập | Số tập | Phát sóng lần đầu   | Phát sóng lần cuối  | Network       |
| --- | --- | ------ | ------ | ------------------- | ------------------- | ------------- |
|     | 1   | 54     | 54     | 7 tháng 3 năm 1999  | 26 tháng 3 năm 2000 | Fuji TV       |
|     | 2   | 50     | 50     | 2 tháng 4 năm 2000  | 25 tháng 3 năm 2001 | Fuji TV       |
|     | 3   | 51     | 51     | 1 tháng 4 năm 2001  | 31 tháng 3 năm 2002 | Fuji TV       |
|     | 4   | 50     | 50     | 7 tháng 4 năm 2002  | 30 tháng 3 năm 2003 | Fuji TV       |
|     | 5   | 48     | 48     | 4 tháng 2 năm 2006  | 25 tháng 3 năm 2007 | Fuji TV       |
|     | 6   | 79     | 79     | 6 tháng 7 năm 2010  | 25 tháng 3 năm 2012 | TV Asahi      |
|     | 7   | 52     | 52     | 1 tháng 10 năm 2016 | 30 tháng 9 năm 2017 | TV Tokyo      |
|     | 8   | 67     | 67     | 5 tháng 4 năm 2020  | 26 tháng 9 năm 2021 | Fuji TV       |
|     | 9   | 67     | 67     | 3 tháng 10 năm 2021 | 26 tháng 3 năm 2023 | Fuji TV       |

Phim anime nhiều phần:
| Mùa | Mùa | Số tập | Số tập | Phát sóng gốc        | Phát sóng gốc      |
| Mùa | Mùa | Số tập | Số tập | Phát sóng lần đầu    | Phát sóng lần cuối |
| --- | --- | ------ | ------ | -------------------- | ------------------ |
|     | 1   | 6      | 6      | 25 tháng 11 năm 2015 | 5 tháng 5 năm 2018 |

## Danh sách

### Digimon Adventure
| STT tập phim | Tên tập phim | Ngày phát sóng gốc   | Ngày phát sóng tiếng Việt |
| ------------ | --- | -------------------- | ------------------------- |
|              | |                      |                           |
| 1            | "Bị cuốn trôi? Hòn đảo phiêu lưu!" "Hyōryū? Bōken no Shima!" (漂流? 冒険の島!)                                                                                  | 7 tháng 3 năm 1999   | 10 tháng 11 năm 2016      |
| 2            | "Bùng nổ tiến hóa! Greymon" "Bakuretsu Shinka! Gureimon" (爆裂進化! グレイモン)                                                                                 | 14 tháng 3 năm 1999  | 14 tháng 11 năm 2016      |
| 3            | "Sói xanh! Gaurumon" "Aoki Ōkami! Garurumon" (蒼き狼! ガルルモン)                                                                                               | 21 tháng 3 năm 1999  | 15 tháng 11 năm 2016      |
| 4            | "Màu đỏ nóng bỏng! Birdramon" "Shakunetsu! Bādoramon" (灼熱! バードラモン)                                                                                      | 28 tháng 3 năm 1999  | 16 tháng 11 năm 2016      |
| 5            | "Sóng điện! Kabuterimon" "Denkō! Kabuterimon" (電光! カブテリモン)                                                                                              | 4 tháng 4 năm 1999   | 17 tháng 11 năm 2016      |
| 6            | "Palmon nổi giận tiến hóa!" "Parumon Ikari no Shinka!" (パルモン怒りの進化!)                                                                                    | 11 tháng 4 năm 1999  | 21 tháng 11 năm 2016      |
| 7            | "Tiếng gầm! Ikkakumon" "Hōkō! Ikkakumon" (咆哮! イッカクモン)                                                                                                   | 18 tháng 4 năm 1999  | 22 tháng 11 năm 2016      |
| 8            | "Sứ giả bóng đêm, Devimon!" "Yami no Shisha Debimon!" (闇の使者デビモン!)                                                                                       | 25 tháng 4 năm 1999  | 23 tháng 11 năm 2016      |
| 9            | "Chạm trán! Digimon băng giá" "Gekitotsu! Reitō Dejimon" (激突! 冷凍デジモン)                                                                                   | 2 tháng 5 năm 1999   | 24 tháng 11 năm 2016      |
| 10           | "Người giữ đền, Centarumon!" "Shugosha Kentarumon!" (守護者ケンタルモン!)                                                                                       | 9 tháng 5 năm 1999   | 28 tháng 11 năm 2016      |
| 11           | "Vũ điệu của ma! Bakemon" "Odoru Bōrei! Bakemon" (踊る亡霊! バケモン)                                                                                           | 16 tháng 5 năm 1999  | 29 tháng 11 năm 2016      |
| 12           | "Cuộc phiêu lưu! Patamon và tôi" "Bōken! Patamon to Boku" (冒険! パタモンと僕)                                                                                  | 23 tháng 5 năm 1999  | 30 tháng 11 năm 2016      |
| 13           | "Angemon thức tỉnh!" "Enjemon Kakusei!" (エンジェモン覚醒!) | 30 tháng 5 năm 1999  | 1 tháng 12 năm 2016       |
| 14           | "Căng buồm - đến lục địa mới!" "Shukkō Shin Tairiku e!" (出航・新大陸へ!)                                                                                       | 6 tháng 6 năm 1999   | 5 tháng 12 năm 2016       |
| 15           | "Etemon! Lối vào của quỷ" "Etemon! Aku no Hanamichi" (エテモン! 悪の花道)                                                                                       | 13 tháng 6 năm 1999  | 6 tháng 12 năm 2016       |
| 16           | "Tiến hóa bóng tối! SkullGreymon" "Ankoku Shinka! Sukarugureimon" (暗黒進化! スカルグレイモン)                                                                  | 20 tháng 6 năm 1998  | 7 tháng 12 năm 2016       |
| 17           | "Thuyền trưởng tàu ảnh ảo, Kokatorimon!" "Maboroshi Senchō Kokatorimon!" (幻船長コカトリモン!)                                                                  | 27 tháng 6 năm 1999  | 8 tháng 12 năm 2016       |
| 18           | "Tiên thú! Piccolomon" "Yōsei! Pikkoromon" (妖精! ピッコロモン)                                                                                                 | 4 tháng 7 năm 1999   | 12 tháng 12 năm 2016      |
| 19           | "Mê cung của Nanomon" "Meikyū no Nanomon" (迷宮のナノモン) | 11 tháng 7 năm 1999  | 13 tháng 12 năm 2016      |
| 20           | "Tiến hóa hoàn hảo! MetalGreymon" "Kanzentai Shinka! Metarugureimon" (完全体進化! メタルグレイモン)                                                             | 25 tháng 7 năm 1999  | 14 tháng 12 năm 2016      |
| 21           | "Koromon đại chiến ở Tokyo!" "Koromon Tōkyō Daigekitotsu!" (コロモン東京大激突!)                                                                                | 1 tháng 8 năm 1999   | 15 tháng 12 năm 2016      |
| 22           | "Lời cám dỗ của tiểu yêu, PicoDevimon" "Sasayaku Koakuma Pikodebimon" (ささやく小悪魔ピコデビモン)                                                              | 8 tháng 8 năm 1999   | 19 tháng 12 năm 2016      |
| 23           | "Người bạn thân! WereGarurumon" "Tomo yo! Wāgarurumon" (友よ! ワーガルルモン)                                                                                   | 15 tháng 8 năm 1999  | 20 tháng 12 năm 2016      |
| 24           | "Hủy diệt! AtlurKabuterimon" "Gekiha! Atorākabuterimon" (撃破! アトラーカブテリモン)                                                                            | 22 tháng 4 năm 1998  | 21 tháng 12 năm 2016      |
| 25           | "Bạo chúa ngủ say! TonosamaGekomon" "Nemureru Boukun! Tonosamagekomon" (眠れる暴君! トノサマゲコモン)                                                           | 29 tháng 8 năm 1999  | 22 tháng 12 năm 2016      |
| 26           | "Đôi cánh tỏa sáng! Garudamon" "Kagayaku Tsubasa! Garudamon" (輝く翼! ガルダモン)                                                                               | 5 tháng 9 năm 1999   | 26 tháng 12 năm 2016      |
| 27           | "Thành trì bóng đêm, Vamdemon" "Yami no Shiro Vandemon" (闇の城ヴァンデモン)                                                                                    | 12 tháng 9 năm 1999  | 27 tháng 12 năm 2016      |
| 28           | "Truy đuổi! Mau trở về Nhật Bản" "Tsuigeki! Nippon he Isoge" (追撃! 日本へ急げ)                                                                                 | 19 tháng 9 năm 1999  | 28 tháng 12 năm 2016      |
| 29           | "Chạm trán Mammon ở Hikarigaoka!" "Manmon Hikarigaoka Daigekitotsu!" (マンモン光が丘大激突!)                                                                    | 26 tháng 9 năm 1999  | 29 tháng 12 năm 2016      |
| 30           | "Digimon khổng lồ đến Tokyo" "Dejimon Tōkyō Daiōdan" (デジモン東京大横断)                                                                                       | 3 tháng 10 năm 1999  | 2 tháng 1 năm 2017        |
| 31           | "Raremon! Tấn công vịnh Tokyo" "Raremon! Tōkyōwan Shūgeki" (レアモン! 東京湾襲撃)                                                                               | 10 tháng 10 năm 1999 | 3 tháng 1 năm 2017        |
| 32           | "Tháp Tokyo nóng chảy! DeathMeramon" "Atsui ze Tōkyō Tower! Desumeramon" (熱いぜ東京タワー! デスメラモン)                                                       | 17 tháng 10 năm 1999 | 4 tháng 1 năm 2017        |
| 33           | "Pumb và Gotsu là Digimon hệ Shibuya" "Pampu to Gotsu ha Shibuyakei Dejimon" (パンプとゴツは渋谷系デジモン)                                                     | 24 tháng 10 năm 1999 | 5 tháng 1 năm 2017        |
| 34           | "Giao ước định mệnh! Tailmon" "Unmei no Kizuna! Teirumon" (運命の絆! テイルモン)                                                                                | 31 tháng 10 năm 1998 | 9 tháng 1 năm 2017        |
| 35           | "Tiên nữ ở Odaiba! Lilimon khoe sắc" "Odaiba no Yousei! Ririmon Kaika" (お台場の妖精! リリモン開花)                                                             | 7 tháng 11 năm 1999  | 10 tháng 1 năm 2017       |
| 36           | "Phá vỡ rào cản! Tia sét của Zudomon!" "Kekkai Toppa! Zudomon Supāku!" (結界突破! ズドモンスパーク！)                                                           | 14 tháng 11 năm 1999 | 11 tháng 1 năm 2017       |
| 37           | "Tiến hóa hoàn hảo! Angewomon lấp lánh" "Kanzentai Sou Shingeki! Kirameku Enjeūmon" (完全体総進撃! きらめくエンジェウーモン)                                    | 21 tháng 11 năm 1999 | 12 tháng 1 năm 2017       |
| 38           | "Hồi sinh! Ác quỷ VenomVamdemon" "Fukkatsu! Maou Venomuvandemon" (復活! 魔王ヴェノムヴァンデモン)                                                               | 28 tháng 11 năm 1999 | 16 tháng 1 năm 2017       |
| 39           | "Hai thể cùng cực! Hạ gục bóng đêm!" "Ni Daikyūkyoku Shinka! Yami wo Buttobase!" (二大究極進化! 闇をぶっとばせ!)                                                | 5 tháng 12 năm 1999  | 17 tháng 1 năm 2017       |
| 40           | "Tứ Đại vương đỉnh núi tà ác! Dark Masters" "Ma no Yama no Shitenō! Dāku Masutāzu" (魔の山の四天王! ダークマスターズ)                                           | 12 tháng 12 năm 1999 | 18 tháng 1 năm 2017       |
| 41           | "Chúa tể đại dương! MetalSeadramon" "Araburu Umi no Ou! Metarusīdoramon" (荒ぶる海の王! メタルシードラモン)                                                     | 19 tháng 12 năm 1999 | 19 tháng 1 năm 2017       |
| 42           | "Đáy biển tĩnh lặng, Whamon" "Chinmoku no Kaitei Hoēmon" (沈黙の海底ホエーモン)                                                                                 | 26 tháng 12 năm 1999 | 23 tháng 1 năm 2017       |
| 43           | "Trò chơi nguy hiểm! Pinochimon" "Kiken na Yūgi! Pinokkimon" (危険な遊戯! ピノッキモン)                                                                         | 9 tháng 1 năm 2000   | 24 tháng 1 năm 2017       |
| 44           | "Jyureimon và khu rừng đa nghi Adventure" "Mayoi no Mori no Jyureimon" (迷いの森のジュレイモン)                                                                 | 16 tháng 1 năm 2000  | 25 tháng 1 năm 2017       |
| 45           | "Thể cùng cực đối đầu! WarGreymon vs MetalGarurumon" "Kyūkyokutai Gekitotsu! Wōgureimon tai Metarugarurumon" (究極体激突! ウォーグレイモンVSメタルガルルモン』) | 23 tháng 1 năm 2000  | 26 tháng 1 năm 2017       |
| 46           | "MetalEtemon trả thù" "Metaru Etemon no Gyakushū" (メタルエテモンの逆襲)                                                                                        | 30 tháng 1 năm 2000  | 30 tháng 1 năm 2017       |
| 47           | "Gió! Ánh sáng! SaberLeomon" "Kaze yo! Hikari yo! Sāberureomon" (風よ! 光よ! サーベルレオモン)                                                                  | 6 tháng 2 năm 2000   | 31 tháng 1 năm 2017       |
| 48           | "Lệnh khai hỏa! Mugendramon" "Bakugeki Shirei! Mugendoramon" (爆撃指令! ムゲンドラモン)                                                                         | 13 tháng 2 năm 2000  | 1 tháng 2 năm 2017        |
| 49           | "Tạm biệt Numemon" "Saraba Numemon" (さらばヌメモン) | 20 tháng 2 năm 2000  | 2 tháng 2 năm 2017        |
| 50           | "Mỹ nhân đại chiến! LadyDevimon" "Onna no Tatakai! Redidebimon" (女の戦い! レディデビモン)                                                                      | 27 tháng 2 năm 2000  | 6 tháng 2 năm 2017        |
| 51           | "Tên hề từ địa ngục, Piemon" "Jigoku no Doukeshi Piemon" (地獄の道化師 ピエモン)                                                                                | 5 tháng 3 năm 2000   | 7 tháng 2 năm 2017        |
| 52           | "Thanh kiếm thần! HolyAngemon" "Hōkō! Ikkakumon" (Seikenshi! Hōrīenjemon)                                                                                       | 12 tháng 3 năm 2000  | 8 tháng 2 năm 2017        |
| 53           | "Digimon bóng đêm cuối cùng" "Saigo no Ankoku Dejimon" (最後の暗黒デジモン)                                                                                     | 19 tháng 3 năm 2000  | 9 tháng 2 năm 2017        |
| 54           | "Một thế giới mới" "Aratana Sekai" (新たな世界) | 26 tháng 3 năm 2000  | 13 tháng 2 năm 2017       |

### Digimon Adventure 02
| STT | STT      | Tên tập phim | Ngày phát sóng gốc   | Ngày phát sóng tiếng Việt |
| #   | Tổng thể | Tên tập phim | Ngày phát sóng gốc   | Ngày phát sóng tiếng Việt |
| --- | -------- | --- | -------------------- | ------------------------- |
|     |          | |                      |                           |
| 1   | 55       | "Người kế thừa Dũng Khí" "Yūki o Uketsugu Mono" (勇気を受け継ぐ者)                                                        | 2 tháng 4 năm 2000   | 14 tháng 2 năm 2017       |
| 2   | 56       | "Cánh cổng Kĩ thuật số, mở ra" "Dejitaru Gēto Ōpun" (デジタルゲートオープン)                                              | 9 tháng 4 năm 2000   | 15 tháng 2 năm 2017       |
| 3   | 57       | "Digimental Up" "Dejimentaru Appu" (デジメンタルアップ)                                                                   | 16 tháng 4 năm 2000  | 16 tháng 2 năm 2017       |
| 4   | 58       | "Chúa tể bóng tối, Digimon Kaiser" "Yami no Ou Dejimon Kaizā" (闇の王デジモンカイザー)                                    | 23 tháng 4 năm 2000  | 20 tháng 2 năm 2017       |
| 5   | 59       | "Phá hủy tháp Bóng tối" "Dāku Tawā o Taose" (ダークタワーを倒せ)                                                          | 30 tháng 4 năm 2000  | 21 tháng 2 năm 2017       |
| 6   | 60       | "Buổi dã ngoại nguy hiểm" "Kiken na Pikunikku" (危険なピクニック)                                                         | 7 tháng 5 năm 2000   | 22 tháng 2 năm 2017       |
| 7   | 61       | "Ký ức của Hikari" "Hikari no Kioku" (ヒカリノキオク)                                                                     | 14 tháng 5 năm 2000  | 23 tháng 2 năm 2017       |
| 8   | 62       | "Sự cô đơn của Digimon Kaiser" "Dejimon Kaizā no Kodoku" (デジモンカイザーの孤独)                                         | 21 tháng 5 năm 2000  | 27 tháng 2 năm 2017       |
| 9   | 63       | "Giới hạn ma lực của vòng Hắc ám" "Ībiru Ringu Maryoku no Bousou" (イービルリング魔力の暴走)                              | 28 tháng 5 năm 2000  | 28 tháng 2 năm 2017       |
| 10  | 64       | "MetalGreymon là kẻ thù" "Teki wa Metarugureimon" (敵はメタルグレイモン)                                                  | 4 tháng 6 năm 2000   | 1 tháng 3 năm 2017        |
| 11  | 65       | "Ánh chớp xanh, Lighdramon" "Aoi Inazuma Raidoramon" (青い稲妻ライドラモン)                                               | 11 tháng 6 năm 2000  | 2 tháng 3 năm 2017        |
| 12  | 66       | "Trận chiến ở trang trại Digimon" "Dejimon Bokujou no Kettou" (デジモン牧場の決闘)                                        | 18 tháng 6 năm 2000  | 6 tháng 3 năm 2017        |
| 13  | 67       | "Tiếng gọi của Dagomon" "Dagomon no Yobigoe" (ダゴモンの呼び声)                                                           | 25 tháng 6 năm 2000  | 7 tháng 3 năm 2017        |
| 14  | 68       | "Cơn gió của Shurimon" "Shippū no Shurimon" (疾風のシュリモン)                                                            | 2 tháng 7 năm 2000   | 8 tháng 3 năm 2017        |
| 15  | 69       | "Nhẫn thuật của Shurimon" "Shurimon Bugeichou" (シュリモン武芸帳)                                                         | 9 tháng 7 năm 2000   | 9 tháng 3 năm 2017        |
| 16  | 70       | "Submarimon, trốn thoát từ đáy đại dương" "Sabumarimon Kaitei kara no Dasshutsu" (サブマリモン海底からの脱出)             | 23 tháng 7 năm 2000  | 13 tháng 3 năm 2017       |
| 17  | 71       | "Ký ức Odaiba" "Odaiba Memoriaru" (お台場メモリアル)                                                                      | 30 tháng 7 năm 2000  | 14 tháng 3 năm 2017       |
| 18  | 72       | "Theo dấu căn cứ của Kaiser!" "Kaizā no Kichi o Oe!" (カイザーの基地を追え!)                                              | 6 tháng 8 năm 2000   | 15 tháng 3 năm 2017       |
| 19  | 73       | "Quái thú hỗn tạp, Chimeramon" "Gousei Majū Kimeramon" (合成魔獣キメラモン)                                               | 13 tháng 8 năm 2000  | 16 tháng 3 năm 2017       |
| 20  | 74       | "Tiến hóa tối thượng! Magnamon Hoàng Kim" "Chouzetsu Shinka! Ougon no Magunamon" (超絶進化! 黄金のマグナモン)             | 20 tháng 8 năm 2000  | 20 tháng 3 năm 2017       |
| 21  | 75       | "Tạm biệt Ken..." "Sayonara, Ken-chan…" (サヨナラ、賢ちゃん…)                                                             | 27 tháng 8 năm 2000  | 21 tháng 3 năm 2017       |
| 22  | 76       | "Lòng can đảm tiến hóa! XV-mon" "Gouyū Shinka! Ekusubuimon" (豪勇進化! エクスブイモン)                                    | 3 tháng 9 năm 2000   | 22 tháng 3 năm 2017       |
| 23  | 77       | "Khi Digivice bị ô uế bởi bóng tối" "Dejivaisu ga Yami ni Somaru Toki" (デジヴァイスが闇に染まる時)                       | 10 tháng 9 năm 2000  | 23 tháng 3 năm 2017       |
| 24  | 78       | "Thiết giáp Ankylomon của mặt đất" "Daichi no Soukou Ankiromon" (大地の装甲アンキロモン)                                  | 17 tháng 9 năm 2000  | 27 tháng 3 năm 2017       |
| 25  | 79       | "Chiến binh bầu trời, Aquilamon" "Ōzora no Kishi Akuiramon" (大空の騎士アクィラモン)                                      | 24 tháng 9 năm 2000  | 28 tháng 3 năm 2017       |
| 26  | 80       | "Hợp thể tiến hóa, hai trái tim hòa làm một" "Joguresu Shinka Ima, Kokoro o Hitotsu ni" (ジョグレス進化 今、心をひとつに) | 1 tháng 10 năm 2000  | 29 tháng 3 năm 2017       |
| 27  | 81       | "Hợp thể vô địch! Paildramon" "Muteki Gattai! Pairudoramon" (無敵合体! パイルドラモン)                                    | 8 tháng 10 năm 2000  | 30 tháng 3 năm 2017       |
| 28  | 82       | "Cái bẫy của kẻ điều khiển côn trùng!!" "Konchū Tsukai no Wana!!" (昆虫使いの罠!!)                                        | 15 tháng 10 năm 2000 | 3 tháng 4 năm 2017        |
| 29  | 83       | "Archnemon, sai lầm của yêu nữ nhện" "Arukenimon Kumojo no Misu" (アルケニモン 蜘蛛女のミス)                              | 22 tháng 10 năm 2000 | 4 tháng 4 năm 2017        |
| 30  | 84       | "Thể cùng cực hắc ám, BlackWarGreymon" "Ankoku Kyūkyokutai Burakkuuōgureimon" (暗黒究極体ブラックウォーグレイモン)        | 29 tháng 10 năm 2000 | 5 tháng 4 năm 2017        |
| 31  | 85       | "Cơn lốc của tình yêu, Silphymon" "Ai no Arashi Shirufīmon" (愛の嵐シルフィーモン)                                        | 5 tháng 11 năm 2000  | 6 tháng 4 năm 2017        |
| 32  | 86       | "Di tích bí ẩn, Linh Thạch" "Nazo no Iseki Hōrī Sutōn" (謎の遺跡ホーリーストーン)                                         | 12 tháng 11 năm 2000 | 10 tháng 4 năm 2017       |
| 33  | 87       | "Hôm nay, Miyako đến Kyoto" "Kyō no Miyako wa Kyō no Miyako" (今日のミヤコは京の都)                                       | 19 tháng 11 năm 2000 | 11 tháng 4 năm 2017       |
| 34  | 88       | "Bảo vệ Holy Point" "Hōrī Pointo o Mamore" (ホーリーポイントを守れ)                                                       | 26 tháng 11 năm 2000 | 12 tháng 4 năm 2017       |
| 35  | 89       | "Đột kích! BlackWarGreymon" "Bakushin! Burakkuuōgureimon" (爆進! ブラックウォーグレイモン)                                | 3 tháng 12 năm 2000  | 13 tháng 4 năm 2017       |
| 36  | 90       | "Thiên sứ gang thép Shakkoumon" "Hagane no Tenshi Shakkoumon" (鋼の天使シャッコウモン)                                    | 10 tháng 12 năm 2000 | 17 tháng 4 năm 2017       |
| 37  | 91       | "Thể cùng cực khổng lồ, Qinglongmon" "Kyodai Kyūkyokutai Chinronmon" (巨大究極体チンロンモン)                             | 17 tháng 12 năm 2000 | 18 tháng 4 năm 2017       |
| 38  | 92       | "Holy Night. Cuộc tái ngộ của các Digimon" "Hōrī Naito Dejimon Daishūgou!" (ホーリーナイト デジモン大集合!)               | 24 tháng 12 năm 2000 | 19 tháng 4 năm 2017       |
| 39  | 93       | "Tất cả vào cuộc! Imperialdramon" "Zenin Shutsudou! Inperiarudoramon" (全員出動! インペリアルドラモン)                    | 7 tháng 1 năm 2001   | 20 tháng 4 năm 2017       |
| 40  | 94       | "Đại chiến ở New York và Hồng Kông" "Nyū Yōku Honkon Daikonsen!" (ニューヨーク香港大混戦!)                                | 14 tháng 1 năm 2001  | 24 tháng 4 năm 2017       |
| 41  | 95       | "Đại chiến ở Rặng San Hô và Versailles" "Sango to Berusaiyu Dairansen!" (サンゴとベルサイユ大乱戦!)                       | 21 tháng 1 năm 2001  | 25 tháng 4 năm 2017       |
| 42  | 96       | "Tình yêu và Borsht. Cuộc chiến đấu quyết liệt!" "Koi to Borushichi Daigekisen!" (恋とボルシチ大激戦!)                    | 28 tháng 1 năm 2001  | 26 tháng 4 năm 2017       |
| 43  | 97       | "Tổng tiến công của binh đoàn Demon" "Dēmon Gundan no Shūrai" (デーモン軍団の襲来)                                        | 4 tháng 2 năm 2001   | 27 tháng 4 năm 2017       |
| 44  | 98       | "Đại chiến sinh tử với Digimon bóng tối" "Ankoku Dejimon to no Shitou" (暗黒デジモンとの死闘)                             | 11 tháng 2 năm 2001  | 1 tháng 5 năm 2017        |
| 45  | 99       | "Cánh cổng bóng tối" "Ankoku no Gēto" (暗黒のゲート)                                                                      | 18 tháng 2 năm 2001  | 2 tháng 5 năm 2017        |
| 46  | 100      | "BlackWarGreymon vs WarGreymon" "Burakkuuōgureimon tai Uōgureimon" (ブラックウォーグレイモンVSウォーグレイモン)           | 25 tháng 2 năm 2001  | 3 tháng 5 năm 2017        |
| 47  | 101      | "Phong ấn của BlackWarGreymon" "Burakkuuōgureimon no Fūin" (ブラックウォーグレイモンの封印)                               | 4 tháng 3 năm 2001   | 4 tháng 5 năm 2017        |
| 48  | 102      | "Kinh hoàng! BelialVamdemon" "Kyoufu! Beriaruvandemon" (恐怖! ベリアルヴァンデモン)                                       | 11 tháng 3 năm 2001  | 8 tháng 5 năm 2017        |
| 49  | 103      | "Áo giáp tiến hóa cuối cùng" "Saigo no Āmā Shinka" (最後のアーマー進化)                                                   | 18 tháng 3 năm 2001  | 9 tháng 5 năm 2017        |
| 50  | 104      | "Thế giới kĩ thuật số của chúng ta" "Bokura no Dejitaru Wārudo" (ぼくらのデジタルワールド)                                | 25 tháng 3 năm 2001  | 10 tháng 5 năm 2017       |

### Digimon Tamers
| STT tập phim | Tên tập phim | Ngày phát sóng gốc   |
| ------------ | --- | -------------------- |
|              | |                      |
| 1            | "Guilmon ra đời! Digimon do tôi tạo ra" "Girumon Tanjou! Boku no Kangaeta Dejimon" (ギルモン誕生！ 僕の考えたデジモン)                                                            | 1 tháng 4 năm 2001   |
| 2            | "Cậu là bạn của tớ. Terriermon xuất hiện!" "Kimi wa Boku no Tomodachi Teriamon Toujou!" (君はぼくのともだち テリアモン登場！)                                                     | 8 tháng 4 năm 2001   |
| 3            | "Renamon đại chiến Guilmon! Chiến đấu là cuộc sống của Digimon" "Renamon tai Girumon! Tatakai koso ga Dejimon no Inochi" (レナモン対ギルモン！ 戦いこそがデジモンの命)            | 15 tháng 4 năm 2000  |
| 4            | "Bài kiểm tra của Tamer! Đánh bại Gorimon!" "Teimā no Shiren! Gorimon wo Taose!" (テイマーの試練！ ゴリモンを倒せ！)                                                              | 22 tháng 4 năm 2001  |
| 5            | "Culu Culu! Chơi cùng Culumon!" "Kurukkurūn! Kurumon to Asobo!" (くるっくるーん！ クルモンと遊ぼ！)                                                                               | 29 tháng 4 năm 2001  |
| 6            | "Ý nghĩa của bạn đồng hành. Renamon tiến hóa!" "Pātonā no Imi Renamon Shinka!" (パートナーの意味 レナモン進化！)                                                                  | 6 tháng 5 năm 2001   |
| 7            | "Guilmon gặp nguy! Chuyến phiêu lưu trong thành phố" "Girumon ga Abunai! Boku no Machi no Bouken" (ギルモンが危ない！ ぼくの町の冒険)                                             | 13 tháng 5 năm 2001  |
| 8            | "Guilmon tiến hóa! Cuộc đại chiến quyết liệt ở Tây Shinjuku" "Girumon Shinka! Nishi-Shinjuku Daikessen" (ギルモン進化！ 西新宿大決戦)                                             | 20 tháng 5 năm 2001  |
| 9            | "Hãy trở lại thành Guilmon! Rắc rối của Growmon" "Girumon ni Modotte! Guraumon Soudou" (ギルモンに戻って！ グラウモン騒動)                                                        | 27 tháng 5 năm 2001  |
| 10           | "Renamon là bạn! Sự hoài nghi của Ruki" "Renamon wa Tomodachi! Ruki no Mayoi" (レナモンは友達！ 留姫の迷い)                                                                       | 3 tháng 6 năm 2001   |
| 11           | "Cầu vượt Shinjiku. Trận đấu 1 phút 30 giây!" "Shinjuku Ōgādo Ippun Sanjūbyou no Taiketsu!" (新宿大ガード １分３０秒の対決！)                                                     | 10 tháng 6 năm 2001  |
| 12           | "Sự bất hòa của Ruki và Renamon!" "Ruki to Renamon Kizuna no Kiki!" (留姫とレナモン きずなの危機！)                                                                               | 17 tháng 6 năm 2001  |
| 13           | "Điềm chẳng lành! Lệnh bắt giữ Digimon" "Dejimon Hokaku Shirei! Wazawai no Yokan" (デジモン捕獲指令！ 災いの予感)                                                                 | 24 tháng 6 năm 2001  |
| 14           | "Đứng lên Tamer! MegaloGrowmon, siêu tiến hóa" "Teimā yo Tate! Megaroguraumon Choushinka" (テイマーよ立て！ メガログラウモン超進化)                                               | 1 tháng 7 năm 2001   |
| 15           | "Rắn khổng lồ xuất hiện! Náo loạn trên tuyến Oedo" "Kyodai Hebi Shutsugen! Ooedo Sendai Panikku" (巨大ヘビ出現！大江戸線大パニック)                                               | 8 tháng 7 năm 2001   |
| 16           | "Bảo vệ ánh sáng của thành phố! Chuyến du lịch nguy hiểm của Digimon" "Machi no Tomoshibi o Mamore! Digimon Tachino Kiken na Kyanpu" (街の灯を守れ！デジモンたちの危険なキャンプ) | 22 tháng 7 năm 2001  |
| 17           | "Truy tìm Thẻ Lam! Rapidmon, tốc độ ánh sáng" "Burūkādo o Oe! Rapiddomon Denkousekka" (ブルーカードを追え！ ラピッドモン電光石火)                                                 | 29 tháng 7 năm 2001  |
| 18           | "Tiến hóa hoàn mỹ! Nhảy múa dưới ánh trăng, Taomon" "Utsukushi ki Shinka! Gekkou ni Mau Taomon" (美しき進化!月光に舞うタオモン)                                                   | 5 tháng 8 năm 2001   |
| 19           | "Ta muốn trở nên mạnh mẽ! Vùng dậy đi! Impmon" "Tsuyoku Naritai! Hai aga re Inpumon" (強くなりたい！ 這い上がれインプモン)                                                        | 12 tháng 8 năm 2001  |
| 20           | "Đây là Át chủ bài! Thẻ xanh của tình bạn" "Kirifuda Hakoreda! Yuujou no Burūkādo" (切り札はコレだ！ 友情のブルーカード)                                                          | 19 tháng 8 năm 2001  |
| 21           | "Bạn đồng hành của Juri?! Leomon của tôi" "Juri no Pātonā!? Watashi no Reomon-sama" (樹里のパートナー!? 私のレオモン様)                                                           | 26 tháng 8 năm 2001  |
| 22           | "Vikaralamon xuất hiện. Bảo vệ thành phố của chúng ta!" "Vikarāramon Tōjō Boku-tachi no Machi o Mamore!" (ヴィカラーラモン登場 僕たちの街を守れ！)                                | 2 tháng 9 năm 2001   |
| 23           | "Digimon tấn công! Tiến lên đối đầu với cơn gió" "Dejimon Soushutsugeki! Kaze ni Mukatte Susume" (デジモン総出撃！ 風に向かって進め)                                              | 9 tháng 9 năm 2001   |
| 24           | "Ngày lên đường đến thế giới kỹ thuật số" "Dejitaru Wārudo e… Tabidachi no Hi" (デジタルワールドへ・・・旅立ちの日)                                                               | 16 tháng 9 năm 2001  |
| 25           | "Đến thế giới kỹ thuật số! Hẹn gặp lại quê nhà" "Dejitaru Wārudo Totsunyū! Saraba Boku-tachi no Machi" (デジタルワールド突入！ さらば僕たちの街)                                  | 23 tháng 9 năm 20001 |
| 26           | "Thế giới nhỏ bé! Jijimon và Babamon ở thung lũng gió" "Shōsekai! Kaze no Tsuyoi Tani no Jijimon Babamon" (小世界！ 風の強い谷のジジモン・ババモン)                               | 30 tháng 9 năm 2001  |
| 27           | "Impmon tiến hóa! Sự kinh hoàng từ Ma Vương Beelzebumon" "Inpumon Shinka! Maō Beruzebumon no Senritsu" (インプモン進化！ 魔王ベルゼブモンの戦慄)                                  | 7 tháng 10 năm 2001  |
| 28           | "Bạn hay thù? Tamer huyền thoại Akiyama Ryo" "Teki ka Migata ka!? Densetsu no Teimā Akiyama Ryou" (敵か味方か！？ 伝説のテイマー秋山リョウ)                                       | 14 tháng 10 năm 2001 |
| 29           | "Đây là lâu đài ma ám! Cuộc đào tẩu ngoạn mục của Culumon" "Koko wa Yūrei no Shiro! Mayoeru Kurumon Daidasshutsu" (ここは幽霊の城！ 迷えるクルモン大脱出)                         | 21 tháng 10 năm 2001 |
| 30           | "Tin nhắn khẩn từ Thế giới kỹ thuật số, Culumon là..." "Dejitaru Wārudo kara Kinkyūrenraku Kurumon ga..." (デジタルワールドから緊急連絡 クルモンが・・・)                         | 28 tháng 10 năm 2001 |
| 31           | "Tình bạn của Guardromon. Tớ có thể chiến đấu, Tamer Hirokazu" "Gādoromon to no Yūjō! Boku mo Tatakau Teimā Hirokazu" (ガードロモンとの友情！ 僕も戦うテイマーヒロカズ)           | 4 tháng 11 năm 2001  |
| 32           | "Bí ẩn về sự ra đời của Guilmon! Khu đáy biển bí ẩn" "Girumon Tanjou no Nazo! Shinbinaru no Wōtā Supēsu" (ギルモン誕生の謎！ 神秘なる水の宇宙)                                    | 11 tháng 11 năm 2001 |
| 33           | "Terriermon ở đâu? Shiuchon đến Thế giới kỹ thuật số" "Teriamon wa doko! Shiuchon Dejitaru Wārudo he" (テリアモンはどこ！ 小春デジタルワールドへ)                                 | 18 tháng 11 năm 2001 |
| 34           | "Trái tim vị tha của quân tử. Leomon hi sinh!" "Kokoroyasashiki Yūsha Reomon Shisu!" (心優しき勇者 レオモン死す！)                                                                | 25 tháng 11 năm 2001 |
| 35           | "Tên ta là Dukemon! Thể Cùng cực đích thực" "Sono Na wa Dyūkumon! Shinnaru Kyūkyoku Shinka" (その名はデュークモン！ 真なる究極進化)                                               | 2 tháng 12 năm 2001  |
| 36           | "Trận đánh quyết định! Dukemon đại chiến Beelzebumon" "Kessen! Dyūkumon Tai Beruzebumon" (決戦!デュークモン対ベルゼブモン)                                                        | 9 tháng 12 năm 2001  |
| 37           | "Trận đánh với Zhuqiamon! SaintGalgomon, tiến hóa cùng cực" "Taiketsu Sūtsēmon! Sentogarugomon Kyūkyoku Shinka" (対決スーツェーモン ! セントガルゴモン究極進化)                   | 16 tháng 12 năm 2001 |
| 38           | "Kẻ thù thật sự bắt đầu xuất hiện! Trận chiến Tứ Linh Thú" "Ugoki-dashita Shin no Teki! Shiseijū no Tatakai" (動き出した真の敵 ! 四聖獣の戦い)                                    | 23 tháng 12 năm 2001 |
| 39           | "Vũ điệu hoa thể Cùng cực! Sakuyamon tiến hóa" "Maichiru Kyūkyoku no Hana! Sakuyamon Shinka" (舞い散る究極の花!サクヤモン進化)                                                    | 30 tháng 12 năm 2001 |
| 40           | "Hào quang tiến hóa. Shining Evolution" "Shinka no Kagayaki Shainingu Eboryūshon" (進化の輝き シャイニング・エボリューション)                                                     | 6 tháng 1 năm 2002   |
| 41           | "Trở về Thế giới thực!" "Kikan Riaru Wārudo e!" (帰還 リアル・ワールドへ!) | 13 tháng 1 năm 2002  |
| 42           | "D-Reaper tấn công thành phố" "De Rīpā ni Osowareta Machi" (デ・リーパーに襲われた街)                                                                                             | 20 tháng 1 năm 2002  |
| 43           | "Khi trái tim hòa làm một. Beelzebumon tái sinh" "Tsunagaru Kokoro Fukkatsu no Beruzebumon" (つながる心 復活のベルゼブモン)                                                       | 27 tháng 1 năm 2002  |
| 44           | "Cô gái bí ẩn! Mang đến sự mầu nhiệm, Dobermon" "Nazo no Shoujo! Kiseki wo Hakobu Dōberumon" (謎の少女！ 奇跡を運ぶドーベルモン)                                                  | 3 tháng 2 năm 2002   |
| 45           | "Tấn công D-Reaper. Tiến sâu vào kẻ thù!" "De Rīpā ni Tachimukae Zōn Totsunyū!" (デ・リーパーに立ち向かえ ゾーン突入！)                                                           | 17 tháng 2 năm 2002  |
| 46           | "Chiến binh thể Cùng cực. Justimon xuất hiện!" "Sawayakana Kyūkyoku Senshi Jasutimon Kenzan!" (爽やかな究極戦士 ジャスティモン見参！)                                             | 24 tháng 2 năm 2002  |
| 47           | "Cứu nguy cho Dukemon! Grani cất cánh" "Dyūkumon wo Sukue! Gurani Kinkyūhasshin" (デュークモンを救え！ グラニ緊急発進)                                                            | 3 tháng 3 năm 2002   |
| 48           | "Sức mạnh bảo vệ Juri. Cú đấm của Beelzebumon" "Juri wo Mamoru Chikara Beruzebumon no Ken!" (樹莉を守る力 ベルゼブモンの拳！)                                                     | 17 tháng 3 năm 2002  |
| 49           | "Thành phố bị phá hủy! Mong ước của Culumon" "Shuto Kaimetsu! Kurumon no Negai" (首都壊滅！ クルモンの願い)                                                                       | 17 tháng 3 năm 2002  |
| 50           | "Kị sĩ rực đỏ Dukemon. Hãy cứu lấy người mình yêu!" "Shinku no Kishi Dyūkumon Aisurumono-tachi wo Sukue!" (真紅の騎士デュークモン 愛するものたちを救え！)                         | 24 tháng 3 năm 2002  |
| 51           | "Khát vọng tạo nên sức mạnh, con đường dẫn đến tương lai" "Yumemiru Chikara koso Bokutachi no Mirai" (夢見る力こそ 僕たちの未来)                                                  | 31 tháng 3 năm 2002  |

### Digimon Frontier
| STT tập phim | Tên tập phim | Ngày phát sóng gốc   |
| ------------ | --- | -------------------- |
|              | |                      |
| 1            | "Chiến binh Huyền thoại! Agnimon Hỏa" "Densetsu no Toushi! Honō no Agunimon" (伝説の闘士！炎のアグニモン)                                                                  | 7 tháng 4 năm 2002   |
| 2            | "Wolfmon Quang. Trận đấu ở mê cung lòng đất" "Hikari no Vorufumon Chikameikyū no Tatakai!" (光のヴォルフモン 地下迷宮の戦い！)                                             | 14 tháng 4 năm 2002  |
| 3            | "Không dung thứ cho kẻ bắt nạt! Tiến hóa thành Chakmon Băng" "Ijime wa yurusanai! Koori no Chakkumon Shinka" (いじめは許さない! 氷のチャックモン進化)                      | 21 tháng 4 năm 2002  |
| 4            | "Cú đá của ta đau đấy! Nữ Chiến binh Fairymon" "Watashi no Kikku wa Itai wa yo! Onna Toushi Fearimon" (私のキックは痛いわよ! 女闘士フェアリモン)                           | 28 tháng 4 năm 2002  |
| 5            | "Sức mạnh sấm sét rung chuyển mặt đất, Blitzmon!" "Daichi o Yurugasu Ikazuchi Pawaa, Burittsumon!" (大地を揺るがす雷パワー ブリッツモン!)                                  | 5 tháng 5 năm 2002   |
| 6            | "Năm Chiến binh Huyền thoại với Tân Chiến binh" "Denetsu no Gotoushi tai Aratanaru Toushi!" (伝説の五闘士VS新たなる闘士!)                                                  | 12 tháng 5 năm 2002  |
| 7            | "Thành phố trên trời! Vương quốc đồ chơi của ToyAgumon" "Sora ni Ukabu Machi! Toiagumon no Omocha no Kuni" (空に浮かぶ街! トイアグモンのおもちゃの国)                      | 19 tháng 5 năm 2002  |
| 8            | "Cứu lấy mọi người. Tiến hóa đi, Tsunomon!" "Minna o Sukue! Shinka Surunda Tsunomon" (みんなを救え! 進化するんだツノモン)                                                  | 26 tháng 5 năm 2002  |
| 9            | "Khu rừng vô tuyến bí ẩn. Kẻ thù là Chakmon!?" "Teki wa Chakkumon!? Nazo no Terebi no Mori" (敵はチャックモン!? 謎のテレビの森)                                            | 2 tháng 6 năm 2002   |
| 10           | "Không thể kiểm soát Tinh linh Thú!? Grammon tiến hóa!" "Biisuto Supiritto wa Seigyo Funou!? Garumumon Shinka!" (ビーストスピリットは制御不能!? ガルムモン進化!)           | 9 tháng 6 năm 2002   |
| 11           | "Tấn công bạn mình! Chiến binh Huyền thoại Vritramon hoang dại" "Ore o Taose! Densetsu no Toushi Vuritoramon Bousou" (俺を倒せ! 伝説の闘士ヴリトラモン暴走)                | 16 tháng 6 năm 2002  |
| 12           | "Vritramon gầm vang! Đánh bại Gigasmon!" "Hoero Vuritoramon! Taose Gigasumon" (ほえろヴリトラモン! 倒せギガスモン!)                                                        | 23 tháng 6 năm 2002  |
| 13           | "Seraphimon thức tỉnh! Bí mật về Mười Chiến binh" "Mezame yo Serafimon! Juutoushi no Himitsu" (目覚めよセラフィモン! 十闘士の秘密)                                         | 30 tháng 6 năm 2002  |
| 14           | "Sấm sét! Nghiền nát đất đá! Thử thách sinh tử của Bolgmon" "Ikazuchi yo! Iwa o mo Kudake! Borugumon Kesshi no Charenji" (雷よ! 岩をも砕け! ボルグモン決死のチャレンジ)    | 14 tháng 7 năm 2002  |
| 15           | "Tiến hóa thú thành mực! Calmaramon" "Ikashita Biisuto Shinka! Karumaaramon" (イカしたビースト進化! カルマーラモン)                                                        | 21 tháng 7 năm 2002  |
| 16           | "Chỉ sức mạnh thôi thì chưa đủ! Chiến binh xinh đẹp Shutumon" "Tsuyoi dake ja damenano yo! Utsukushiki Toushi Shuutsumon" (強いだけじゃだめなのよ! 美しき闘士シューツモン) | 28 tháng 7 năm 2002  |
| 17           | "Blizzarmon thổi tuyết hô băng!" "Burizaamon fuke yo Yuki, Yobe yo Hyouga" (ブリザーモン 吹けよ雪、呼べよ氷河!)                                                            | 4 tháng 8 năm 2002   |
| 18           | "Xình xịch! Cuộc đua khốc liệt của Trailmon" "Chiki Chiki! Toreirumon Mou Reesu" (チキチキ! トレイルモン猛レース)                                                          | 11 tháng 8 năm 2002  |
| 19           | "Giải cứu Burgermon! Trái tim trong sáng của Tomoki" "Baagamon o Sukue! Tomoki no Pyua na Kokoro" (バーガモンを救え! 友樹のピュアな心)                                     | 18 tháng 8 năm 2002  |
| 20           | "Chiến binh bí ẩn trong bóng đêm Duskmon!" "Yami ni Hisomu Nazo no Toushi Dasukumon!" (闇にひそむ謎の闘士ダスクモン!)                                                      | 25 tháng 8 năm 2002  |
| 21           | "Năm Chiến binh toàn diệt!? Sức mạnh bóng đêm kinh hoàng!" "Gotoushi Zenmetsu!? Osorubeki Yami no Pawaa!" (五闘士全滅!? 恐るべき闇のパワー!』)                             | 1 tháng 9 năm 2002   |
| 22           | "Trở về! Takuya quay về một mình" "Waga ya e! Takuya Tatta Hitori no Kikan" (我が家へ! 拓也たった一人の帰還)                                                               | 8 tháng 9 năm 2002   |
| 23           | "Cảm nhận sức mạnh của Digimon! Kế hoạch toàn thể của Takuya" "Kanjiro Dejimon no Chikara! Takuya Konshin no Sakusen" (感じろデジモンの力! 拓也渾身の作戦)                 | 15 tháng 9 năm 2002  |
| 24           | "Chạm trán Volcamon! Junpei đối mặt với quá khứ" "Taiketsu Borukeemon! Junpei, Kakoto no Gekitou" (対決ボルケーモン! 純平、過去との激闘)                                   | 22 tháng 9 năm 2002  |
| 25           | "Trận đấu đơn độc của Tomoki. Cái bẫy của Asuramon" "Tomoki no Kodoku na Tatakai, Ashuramon no Wana" (友樹の孤独な戦い アシュラモンの罠)                                   | 29 tháng 9 năm 2002  |
| 26           | "Sự ngoan cố của Ranamon! Trận chiến của nữ Digimon" "Raanamon no Shuunen! Onna Dejimon Ikkiuchi" (ラーナモンの執念! 女デジモン一騎撃ち)                                   | 6 tháng 10 năm 2002  |
| 27           | "Phép lạ của lưỡng Tinh linh. Beowulfmon khai sinh!" "Kiseki no Daburu Supiritto! Beourufumon Tanjou" (奇跡のダブルスピリット! ベオウルフモン誕生)                         | 13 tháng 10 năm 2002 |
| 28           | "Takuya tiến hóa dung hợp. Ardhamon tuyệt kỹ bộc phá!" "Takuya no Yūgou Shinka, Arudamon Waza Sakuretsu!" (拓也の融合進化 アルダモン技炸裂！)                              | 20 tháng 10 năm 2002 |
| 29           | "Chạy trốn! Sephirotmon tự do biến đổi" "Tousou! Hengenjizai Sefirotomon" (逃走! 変幻自在セフィロトモン)                                                                   | 27 tháng 10 năm 2002 |
| 30           | "Vút bay! Ám Chiến binh Velgmon" "Hishou! Yami no Toushi Berugumon" (飛翔! 闇の闘士ベルグモン)                                                                             | 3 tháng 11 năm 2002  |
| 31           | "Nghĩa trang Trailmon, nơi yên giấc bóng đêm" "Yami ni Nemuru Toreirumon no Hakaba" (闇に眠るトレイルモンの墓場)                                                           | 10 tháng 11 năm 2002 |
| 32           | "Quá khứ được phơi bày! Bí mật của Duskmon" "Okasareta Kako! Dasukumon no Himitsu" (明かされた過去! ダスクモンの秘密)                                                      | 17 tháng 11 năm 2002 |
| 33           | "Ám Chiến binh mới! Lowemon và KaiserLeomon" "Aratanaru Yami no Toushi! Leebemon to Kaizaareomon" (新たなる闇の闘士! レーベモン＆カイザーレオモン)                         | 24 tháng 11 năm 2002 |
| 34           | "Kế hoạch giải cứu Ophanimon. Quyết chiến! Venus Rose" "Kessen! Bara no Myoujou, Ofanimon Kyuushutsusakusen" (決戦! バラの明星 オファニモン救出作戦)                       | 1 tháng 12 năm 2002  |
| 35           | "Tinh linh hợp nhất! Tiến hóa Tối thượng của Takuya và Kouji!" "Supiritto o Hitotsu ni! Takuya to Kouji no Kyuukyoku Shinka" (スピリットを一つに! 拓也と輝二の究極進化)    | 8 tháng 12 năm 2002  |
| 36           | "Chiến thắng vút bay! Cuộc chiến ở lâu đài của Cherubimon" "Shouri e no Hishou! Taiketsu Kerubimon no Shiro" (勝利への飛翔! 対決ケルビモンの城)                            | 15 tháng 12 năm 2002 |
| 37           | "Tử chiến! Giành lại Thế giới số khi nào còn sống" "Kessen! Inochi Aru Kagiri Dejitaru Wārudo wo Torimodose" (決戦! 命ある限り デジタルワールドを取り戻せ)                 | 22 tháng 12 năm 2002 |
| 38           | "Trận chiến chưa kết thúc! Lời tiên báo Lucemon hồi sinh" "Owaranai Shitou! Rūchemon Fukkatsu no Jokyoku" (終わらない死闘! ルーチェモン復活の序曲)                         | 5 tháng 1 năm 2003   |
| 39           | "Thoát khỏi Mặt Trăng! Đây là Thế giới số!?" "Kore ga Dejitaru Waarudo!? Tsuki kara no Dasshutsu" (これがデジタルワールド!? 月からの脱出)                                  | 12 tháng 1 năm 2003  |
| 40           | "Kẻ được chọn!? Những đứa trẻ điều khiển Angemon!" "Erabareshi Mono!? Enjemon o Ayatsuru Shounen!" (選ばれし者!? エンジェモンを操る少年!)                                  | 19 tháng 1 năm 2003  |
| 41           | "Đừng để chúng quét! Cây đậu tình bạn" "Sukyan Saseru na! Yuujou no Mame no Ki" (スキャンさせるな! 友情の豆の木)                                                           | 26 tháng 1 năm 2003  |
| 42           | "Bảo vệ trứng Digi! Phép màu sự sống đã mất" "Dejitama o Mamoru! Kieyuku Inochi no Kiseki" (デジタマを守れ! 消えゆく命の奇跡)                                              | 2 tháng 2 năm 2003   |
| 43           | "Quê nhà bị hủy diệt! SkullSatamon, sứ giả Địa ngục" "Furusato Shoumetsu! Jigoku no Shisha Sukarusatamon" (故郷消滅! 地獄の使者スカルサタモン)                             | 9 tháng 2 năm 2003   |
| 44           | "Lời hứa của Kouji và Gotsumon. Cùng nhau chiến đấu!" "Tomo ni Tatakae! Gotsumon to Kouji no Chikai" (共に戦え! ゴツモンと輝二の誓い)                                      | 16 tháng 2 năm 2003  |
| 45           | "Kế hoạch giấu dữ liệu! Phòng vệ chợ Akiba" "Deeta Kaku Ran Sakusen! Akiba Maaketto o Boueise yo" (データかく乱作戦! アキバマーケットを防衛せよ)                           | 23 tháng 2 năm 2003  |
| 46           | "Lucemon, kẻ thống trị bóng tối. Thế giới số bị hủy diệt!?" "Dejitaru Waarudo Shoumetsu!? Ruuchemon Ankoku Shihai" (デジタルワールド消滅!? ルーチェモン暗黒支配)           | 2 tháng 3 năm 2003   |
| 47           | "Royal Knight ngã xuống. Thế là...!!" "Roiyaru Naitsu Chiru, Soshite...!!" (ロイヤルナイツ散る そして…!!)                                                                  | 9 tháng 3 năm 2003   |
| 48           | "Điều ước cuối của Kouichi. Quang và Ám hợp nhất!" "Hikari to Yami o Hitotsu ni! Kouichi Saigo no Negai" (光と闇を一つに! 輝一最後の願い)                                  | 16 tháng 3 năm 2003  |
| 49           | "Susanoomon chiến đấu, Lucemon đến Thế giới loài người!!" "Tatakae Susanoomon, Ruuchemon Ningenkai Toutatsu!!" (戦えスサノオモン ルーチェモン人間界到達!!)                 | 23 tháng 3 năm 2003  |
| 50           | "Vượt qua cả thời gian! Khởi đầu Huyền thoại mới" "Toki o Koete! Aratana Densetsu no Hajimari" (時を越えて! 新たな伝説の始まり)                                            | 30 tháng 3 năm 2003  |

### Digimon Savers
| STT tập phim | Tên tập phim | Ngày phát sóng gốc   |  |
| ------------ | --- | -------------------- |  |
|              | |                      |  |
| 1            | "Tôi là Masaru! Cockatrimon tấn công" "Ore ga Masaru da! Kokatorimon Shūrai" (俺が大だ！コカトリモン襲来)                                                                             | 2 tháng 4 năm 2006   |  |
| 2            | "Digisoul cuồng nộ cháy lên. Flymon ẩn nấp trong bóng tối" "Moero Ikari no Dejisouru - Yami ni Hisomu Furaimon" (燃えろ怒りデジソウル・闇にひそむフライモン)                          | 9 tháng 4 năm 2006   |  |
| 3            | "Thiên tài Tohma trở lại! Đánh bại Meramon" "Kaette kita Tensai Tōma! Meramon o Buttobase" (帰ってきた天才トーマ！メラモンをぶっとばせ)                                               | 16 tháng 4 năm 2006  |  |
| 4            | "Đội mới lần đầu xuất quân! Đuổi theo Drimogemon!" "Shin Chīmu Hatsu Shutsudou! Dorimogemon o Oe!" (新チーム初出動！ドリモゲモンを追え！)                                             | 23 tháng 4 năm 2006  |  |
| 5            | "Bước vào thế giới kỹ thuật số! Cái bẫy của Drimogemon" "Dejitaru Wārudo Totsunyū! Dorimogemon no Wana" (デジタルワールド突入！ドリモゲモンの罠)                                      | 30 tháng 4 năm 2006  |  |
| 6            | "Sự phối hợp của Masaru và Agumon tan vỡ!? Cơn lốc Garurumon" "Masaru-Agumon Konbi Kaishou!? Shippū Garurumon" (大・アグモンコンビ解消！？疾風ガルルモン)                             | 7 tháng 5 năm 2006   |  |
| 7            | "Ngày nghỉ của Tohma, BomberNanimon nổ tung" "Tōma no Kyūjitsu Bakuretsu Bonbānanimon" (トーマの休日爆裂ボンバーナニモン)                                                             | 14 tháng 5 năm 2006  |  |
| 8            | "Yoshino và câu chuyện Lọ Lem!? Cái bóng cua Chrysalimon" "Yoshino Tama no Koshi Getto!? Kurisarimon no Kage" (ヨシノ玉の腰ゲット！？クリサリモンの影)                                | 21 tháng 5 năm 2006  |  |
| 9            | "Trận đấu mất mặt của Tohma, Togemon điều khiển bí ẩn" "Tōma Eikounaki Tatakai Anyaku Togemon" (トーマ栄光なき戦い 暗躍トゲモン)                                                      | 28 tháng 5 năm 2006  |  |
| 10           | "Ngày xui xẻo nhất của Masaru, Soulmon tinh nghịch" "Masaru Jinsei Saiaku no Hi Itazura Sourumon" (マサル人生最悪の日 いたずらソウルモン)                                             | 4 tháng 6 năm 2006   |  |
| 11           | "Nối lại mối quan hệ giữa cha mẹ và con, ảo giác của Evilmon" "Oyako no Kizuna o Torimodose Ibirumon no Genwaku" (親子の絆を取り戻せ イビルモンの幻惑)                                | 18 tháng 6 năm 2006  |  |
| 12           | "Tôi sẽ bảo vệ Chika! Quyết tâm của Piyomon" "Chika wa Boku ga Mamoru! Piyomon no Ketsui" (知香はボクが守る！ピヨモンの決意)                                                          | 25 tháng 6 năm 2006  |  |
| 13           | "Sức mạnh mới của Masaru - Tiến hóa! RizeGreymon" "Masaru Aratanaru Chikara - Shinka! Raizugureimon" (マサル新たなる力 進化！ライズグレイモン)                                        | 2 tháng 7 năm 2006   |  |
| 14           | "Cậu bé Digimon Ikuto. Người giữ rừng Jureimon" "Dejimon Shounen Ikuto, Mori no Bannin Jureimon" (デジモン少年イクト 森の番人ジュレイモン)                                            | 9 tháng 7 năm 2006   |  |
| 15           | "Kỉ niệm về mẹ, Gầm lên MachGaogamon" "Kāsan no Omoide, Hoero Mahhagaogamon" (母さんの想い出 吠えろマッハガオガモン)                                                                  | 23 tháng 7 năm 2006  |  |
| 16           | "Falcomon là đồng hành!? Cơn cuồng nộ! Blossamon" "Nakama wa Farukomon!? Mōretsu! Burossamon" (仲間はファルコモン！？モーレツ！ブロッサモン)                                          | 30 tháng 7 năm 2006  |  |
| 17           | "Giọng hát gọi phép màu - Lilamon tiến hóa" "Kiseki o Yobu Utagoe - Rairamon Shinka" (奇跡を呼ぶ歌声 ライラモン進化)                                                                  | 6 tháng 8 năm 2006   |  |
| 18           | "Biệt đội DAST bị đánh bại!? Chạm trán Mercurymon" "DATS Chīmu Zenmetsu!? Gekitotsu Merukurimon" (DATSチーム全滅！？激突メルクリモン)                                                 | 13 tháng 8 năm 2006  |  |
| 19           | "Mục tiêu là Ikuto!? Kế hoạch của Gotsumon" "Hyouteki wa Ikuto!? Gotsumon no Takurami" (標的はイクト！？ゴツモンの企み)                                                               | 20 tháng 8 năm 2006  |  |
| 20           | "Cứu lấy mẹ cậu, Ikuto. Chiếc lồng của Hagurumon" "Hahaoya o Sukue, Ikuto - Hagurumon no Ori" (母親を救え、イクト ハグリモンの檻)                                                     | 27 tháng 8 năm 2006  |  |
| 21           | "Hỗn loạn ở thế giới thực, cuộc hành quân của Digimon" "Ningenkai Dai Panikku, Dejimon Gundan Shingeki" (人間界大パニック デジモン軍団進撃)                                           | 3 tháng 9 năm 2006   |  |
| 22           | "Đánh bại thể cùng cực! SaberLeomon nổi giận" "Taose Kyūkyokutai! Hadou Sāberureomon" (倒せ究極体！怒涛サーベルレオモン)                                                              | 10 tháng 9 năm 2006  |  |
| 23           | "Trở lại thế giới kỹ thuật số, Insekimon hung hãn" "Futatabi, Dejitaru Wārudo e Insekimon Daiabare" (再びデジタルワールドへ インセキモン大暴れ)                                       | 17 tháng 9 năm 2006  |  |
| 24           | "Tiết lộ quá khứ! Tàn nhẫn! Gizmon: AT" "Akasareru Kako Hijou! Gizumon: AT" (明かさせる過去 非常ギズモン：AT)                                                                         | 24 tháng 9 năm 2006  |  |
| 25           | "Chỉ cần có tham vọng của Kurata, bay lên Yatagaramon" "Kurata no Yabou o Kudake, Hishou Yatagaramon" (倉田の野望をくだけ 飛翔ヤタガラモン)                                           | 1 tháng 10 năm 2006  |  |
| 26           | "Masaru bị xóa trí nhớ. Mối liên kết bị mất" "Masaru Kioku Shoukyo, Ushinawareta Kizuna" (マサル記憶消去 失われた絆)                                                                  | 8 tháng 10 năm 2006  |  |
| 27           | "Đuổi theo Kurata. Kế hoạch tận diệt Digimon bắt đầu!" "Kurata o Oe, Dejimon Senmetsu Sakusen Kaishi!" (倉田を追え デジモン殲滅作戦開始)                                              | 15 tháng 10 năm 2006 |  |
| 28           | "Không thể tiến hóa! Digivice bị phá hỏng" "Shinka Fukanou! Dejivaisu Houkai" (進化不可能！デジヴァイス崩壊)                                                                          | 22 tháng 10 năm 2006 |  |
| 29           | "Digivice được phục hồi, Một ánh sáng mới" "Yomigaeru Dejivaisu, Aratanaru Kagayaki" (よみがえるデジヴァイス 新たなる輝き)                                                            | 29 tháng 10 năm 2006 |  |
| 30           | "Masaru bị giam giữ. Cái bẫy của Thánh Đô" "Toraware no Masaru, Seinaru Miyako no Wana" (とらわれの大 聖なる都の罠)                                                                   | 5 tháng 11 năm 2006  |  |
| 31           | "Thiên tài đấu trí! Tohma VS Nanami" "Tensai Taiketsu! Tōma tai Nanami" (天才対決！トーマVSナナミ)                                                                                    | 12 tháng 11 năm 2006 |  |
| 32           | "Quân đội Kurata tấn công. Bảo vệ Thánh đô" "Moukou Kurata Gundan, Seinaru Miyako o Mamore" (猛攻倉田軍団 聖なる都を守れ)                                                             | 19 tháng 1 năm 2006  |  |
| 33           | "Trận chiến cuối cùng! Kouki, tiến hóa cùng cực" "Saigo no Kessen! Kouki, Kyūkyoku Shinka" (最後の決戦！聖、究極進化)                                                                 | 26 tháng 11 năm 2006 |  |
| 34           | "Ngày khác thường, kẻ mạnh nhất - Tohma!" "Ketsubetsu no Hi, Saikyou no Teki - Tōma!" (訣別の日 最強の敵・トーマ！)                                                                   | 3 tháng 12 năm 2006  |  |
| 35           | "Sức mạnh hủy diệt, ShineGreymon hóa điên" "Hametsu no Pawā. Shaingureimon Bousou" (破滅のパワー シャイングレイモン暴走)                                                              | 10 tháng 12 năm 2006 |  |
| 36           | "Quỷ Vương Belphemon hồi sinh" "Maou Berufemon Fukkatsu" (魔王ベルフェモン復活) | 17 tháng 12 năm 2006 |  |
| 37           | "Thức dậy đi, Agumon. Đánh bại Belphemon!" "Mezame yo Agumon. Berufemon o Taose!" (目覚めよアグモン ベルフェモンを倒せ！)                                                             | 24 tháng 12 năm 2006 |  |
| 38           | "Burst Mode. Sức mạnh hơn cả cùng cực" "Bāsuto Moodo. Kyūkyoku Koeru Chikara" (バーストモッド 究極越える力)                                                                           | 7 tháng 1 năm 2007   |  |
| 39           | "Thế giới thực bị phá hủy! Sự phán xét của Yggdrasil" "Ningenkai Shoumetsu! Igudorashiru no Ketsudan" (人間界消滅！イグドラシルの決断)                                                | 14 tháng 1 năm 2007  |  |
| 40           | "Hiệp sĩ mạnh nhất. Royal Knights tập hợp" "Saikyou Kishidan - Roiyaru Naitsu Shūketsu" (最強騎士団 ロイヤルナイツ集結)                                                               | 21 tháng 1 năm 2007  |  |
| 41           | "Xác nhận từ một nắm tay! Cảm xúc của bố" "Kobushi de Tashikamero! Tousan no Omoi" (拳でたしかめろ！父さんの想い)                                                                     | 28 tháng 1 năm 2007  |  |
| 42           | "Burst Mode từ quyết tâm của Tohma" "Tōma Ketsui no Bāsuto Mōdo" (トーマ決意のバーストモッド)                                                                                         | 4 tháng 2 năm 2007   |  |
| 43           | "Sức mạnh và công lý! Thú Hiệp sĩ Duftmon" "Chikara koso Seigi! Juukishi Dufutomon" (力こそ正義！獣騎士ドゥフトモン)                                                                  | 11 tháng 2 năm 2007  |  |
| 44           | "Đập tan! Khiên cứng nhất của Craniummon" "Kudake! Kureniamumon no Saikyou no Tate" (砕け！クレニアヌモンの最強の盾)                                                                  | 25 tháng 2 năm 2007  |  |
| 45           | "Trận đánh 1 đấu 1 của hai người đàn ông! Masaru VS Suguru" "Otoko to Otoko no Taiman Shoubu! Masaru tai Suguru" (男と男のタイマン勝負！大VS英)                                       | 4 tháng 3 năm 2007   |  |
| 46           | "Kinh hoàng! Sự thật về BanchoLeomon" "Shougeki! Banchōreomon no Shinjitsu" (衝撃！バンチョウレオモンの真実)                                                                          | 11 tháng 3 năm 2007  |  |
| 47           | "Bảo vệ tương lai! Cuộc chiến cuối cùng của DATS" "Mirai o Mamore! DATS Saigo no Tatakai" (未来の守れ！DATS最後の戦い)                                                                | 18 tháng 3 năm 2007  |  |
| 48           | "Kết thúc hoàn hảo! Tạm biệt võ sĩ đường phố" "Kanzen Kecchaku! Saraba Kenka Banchou" (完全決着！さらばケンカ番長)                                                                    | 25 tháng 3 năm 2007  |  |
| S            | "Agumon! Gaomon! Lalamon! Bùng lên! Bên lề trận chiến cuối cùng!" "Agumon! Gaomon! Raramon! Bakuretsu! Shōkai Rasuto Batoru!" (アグモン! ガオモン! ララモン! 爆裂! 場外ラストバトル!) | Không phát sóng      |  |

### Digimon Xros Wars

#### Mùa 1
| STT tập phim | Tên tập phim | Ngày phát sóng gốc   |
| ------------ | --- | -------------------- |
|              | |                      |
| 1            | "Taiki đi đến thế giới khác!" "Taiki, Isekai e iku!" (タイキ、異世界へ行く！)                                                                                        | 6 tháng 7 năm 2010   |
| 2            | "Hét lên, Shoutmon!" "Shautomon, hoeru!" (シャウトモン、吠える！) | 13 tháng 7 năm 2010  |
| 3            | "Đối thủ Kiriha xuất hiện!" "Raibaru Kiriha, arawaru!" (強敵キリハ、現る！)                                                                                          | 20 tháng 7 năm 2010  |
| 4            | "Island Zone hỗn loạn!" "Airando Zōn, Gekidō!" (アイランドゾーン、激動！)                                                                                            | 27 tháng 7 năm 2010  |
| 5            | "DigiMemory tỏa sáng lấp lánh!" "Dejimemori, kagayaku!" (デジメモリ、輝く！)                                                                                         | 3 tháng 8 năm 2010   |
| 6            | "X4 phá vỡ hỗn loạn!" "Kurosufō, Kikitoppa!" (✕4、危機突破！) | 10 tháng 8 năm 2010  |
| 7            | "Núi lửa Digimon phun trào!" "Kazan Dejimon, dai bakuhatsu!" (火山デジモン、大爆発！)                                                                                | 17 tháng 8 năm 2010  |
| 8            | "Tướng Tactimon xuất hiện!" "Mōshō Takutimon, Semaru!" (猛将タクティモン、迫る！)                                                                                    | 24 tháng 8 năm 2010  |
| 9            | "Dorurumon, lao như gió!" "Dorurumon, kaze ni kakeru!" (ドルルモン、風に駆ける！)                                                                                    | 31 tháng 8 năm 2010  |
| 10           | "Taiki trở thành hiệp sĩ!" "Taiki, Kishi ni naru!" (タイキ、騎士になる！)                                                                                            | 14 tháng 9 năm 2010  |
| 11           | "Xros Heart, bùng lên!" "Kurosu Hāto, Moeru!" (クロスハート、燃える！)                                                                                               | 14 tháng 9 năm 2010  |
| 12           | "Sand Zone, đại phiêu lưu nơi phế tích!" "Sando Zōn, Iseki de Daibōken!" (サンドゾーン、遺跡で大冒険！)                                                              | 12 tháng 10 năm 2010 |
| 13           | "Taiki, chiến binh thần thánh!" "Taiki, Megami no Senshi!" (タイキ、女神の戦士！)                                                                                    | 19 tháng 10 năm 2010 |
| 14           | "Vũ điệu của chiến binh Beelzebumon!" "Senshi Beruzebumon, mau!" (戦士ベルゼブモン、舞う！)                                                                          | 26 tháng 10 năm 2010 |
| 15           | "Heaven Zone, cạm bẫy của Thiên Đàng!" "Hebun Zōn, Rakuen no wana!" (ヘブンゾーン、楽園の罠！)                                                                       | 9 tháng 11 năm 2010  |
| 16           | "Digimon hắc kị sĩ xuất hiện!" "Kurokishi Dejimon, sanjō!" (黒騎士デジモン、参上！)                                                                                  | 16 tháng 11 năm 2010 |
| 17           | "DigiXros thần kỳ! Shoutmon X5 vút bay!" "Kiseki Dejikurosu! Shautomon Kurosufaibu tobu!" (奇跡デジクロス！ シャウトモン✕５飛ぶ！)                                   | 23 tháng 11 năm 2010 |
| 18           | "Stingmon, anh hùng Digimon rừng rậm!" "Sutingumon, Dejimon Daimitsurin no Yūsha!" (スティングモン、デジモン大密林の勇者！)                                          | 30 tháng 11 năm 2010 |
| 19           | "Deckerdramon huyền thoại động!" "Densetsu no Dekkādoramon, ugoku!" (伝説のデッカードラモン、動く！)                                                                 | 7 tháng 12 năm 2010  |
| 20           | "Dust Zone, thành phố phế liệu khổng lồ cùa GrandLocomon!" "Dasuto Zōn, Gurandorokomon no Dai Sukurappu toshi!" (ダストゾーン、グランドロコモンの大スクラップ都市！) | 14 tháng 12 năm 2010 |
| 21           | "Quyết chiến! DarkKnightmon VS Xros Heart!" "Kessen! Dākunaitomon VS Kurosu Hāto!" (決戦！ダークナイトモンVSクロスハート！)                                          | 21 tháng 12 năm 2010 |
| 22           | "Wisemon, bí ẩn của Thế giới Kỹ thuật số!" "Waizumon, Dejitaru Wārudo no Himitsu!" (ワイズモン、デジタルワールドの秘密！)                                            | 11 tháng 1 năm 2011  |
| 23           | "Shinobi Zone, trận chiến Ninja hài hước!" "Shinobi Zōn, Owarai Ninja Batoru!" (シノビゾーン、お笑い忍者バトル！)                                                    | 18 tháng 1 năm 2011  |
| 24           | "Các Monitamon cá biệt, cố gắng hết sức!" "Ochikobare Monitamonzu, ganbaru!" (落ちこぼらモニタモンズ、がんばる！)                                                    | 25 tháng 1 năm 2011  |
| 25           | "Vùng đất hủy diệt! Taiki và Kiriha bất hòa!" "Zōn hōkai! Hibana chiru Taiki to Kiriha!" (ゾーン崩壊、火花散るタイキとキリハ！)                                      | 1 tháng 2 năm 2011   |
| 26           | "Shoutmon, minh chứng của một vị vua!" "Shautomon, Kingu no akashi!" (シャウトモン、キングの証！)                                                                    | 8 tháng 2 năm 2011   |
| 27           | "Sweet Zone, trận chiến Digimon hảo ngọt" "Suītsu Zōn, Amatō Dejimon Batoru" (スイーツゾーン、甘党デジモンバトル)                                                    | 15 tháng 2 năm 2011  |
| 28           | "Kích hoạt vũ khí tối thượng! Cutemon cố lên!" "Saishū heiki hatsudō! Ganbare Kyūtomon!" (最終兵器発動！がんばれキュートモン！)                                      | 22 tháng 2 năm 2011  |
| 29           | "Taiki và Kiriha VS Binh đoàn Bagra, quyến chiến toàn diện!" "Taiki Kiriha VS Bagura gun, Zenmen Kessen!" (タイキ・キリハVSバグラ軍、全面決戦！)                     | 1 tháng 3 năm 2011   |
| 30           | "Hành trình mới!! Đại chiến Tokyo!!" "Arata naru tabidachi!! Tōkyō Daikessen!!" (新たなる旅立ち‼東京大決戦‼)                                                         | 8 tháng 3 năm 2011   |

#### Mùa 2:Aku no Desu Jeneraru to Nanajin no Ōkoku
| STT    | STT | Tên tập phim | Ngày phát sóng gốc  |
| Series | Mùa | Tên tập phim | Ngày phát sóng gốc  |
| ------ | --- | --- | ------------------- |
|        |     | |                     |
| 31     | 1   | "Trở lại Thế Giới mới! Dragon Land của Hỏa Liệt Tướng" "Arata naru Sekai e! Karetsu Shōgun no Doragon Rando" (新たなる世界え！火烈将軍のドラゴンランド)                                     | 5 tháng 4 năm 2011  |
| 32     | 2   | "Đứng lên, Kiriha! Kế hoạch giải cứu Xros Heart" "Tachi agare, Kiriha! Kurosu Hāto dakkai sakusen" (立ち上がり、キリハ！クロスハート奪回作戦)                                               | 12 tháng 4 năm 2011 |
| 33     | 3   | "Lạnh người! Vampire Land của Nguyệt Quang Tướng" "Sesuji zowazowa! Gekkō Shōgun no Vanpaia Rando" (背筋ゾワゾワ！月光将軍のヴァンパイアランド)                                             | 19 tháng 4 năm 2011 |
| 34     | 4   | "Greymon đừng chết! Shoutmon DX ra đời" "Shinu na Gureimon! Shautomon Dī Kurosu Tanjō" (死ぬなグレイモン！シャウトモンDX誕生)                                                               | 26 tháng 4 năm 2011 |
| 35     | 5   | "Sức mạnh bị hấp thụ! Những thợ săn ở Honey Land" "Pawā ga suwareru! Hanī Rando no kariudotachi" (パワーが吸われる！ハニーランドの狩人たち)                                                 | 3 tháng 5 năm 2011  |
| 36     | 6   | "Thợ săn hay cười! Mộc Lnh Tướng Zamielmon" "Warau Kariudo! Mokusei Shōgun Zamiērumon" (笑う狩人！木精将軍ザミエールモン)                                                                   | 10 tháng 5 năm 2011 |
| 37     | 7   | "Tại sao thế em!? Ác mộng của tướng địch Yuu" "Otōto yo, Naze!? Teki Jeneraru Yuu no Akumu" (弟よ、なぜ！？敵ジェネラル・ユウの悪夢)                                                        | 17 tháng 5 năm 2011 |
| 38     | 8   | "Bí ẩn ở Cyber Land! Thiếu nữ xinh đẹp ở thành phố thép" "Nazo no Saibā Rando! Hagane no Machi no Bishōjo" (迫る！鋼の街の美少女)                                                           | 24 tháng 5 năm 2011 |
| 39     | 9   | "Mối lo Xros Heart chia rẽ! Cái bẫy của Thủy Hổ Tướng" "Kurosu Hāto Bunretsu no Kiki! Suiko Shōgun no Hiretsuna Wana" (クロスハート分裂の危機！水虎将軍の卑劣なワナ)                        | 31 tháng 5 năm 2011 |
| 40     | 10  | "Cướp biển vui nhộn xuất hiện! Dong buồm trên Gold Land!!" "Yōki na Kaizoku, Arawaru! Gōrudo Rando no Kōkai!!" (陽気な海賊、現る！ゴールドランドの航海！！)                                 | 7 tháng 6 năm 2011  |
| 41     | 11  | "Hoàng tặc Olegmon cười! Tạm biệt Xros Heart!" "Kinzoku no Orēgumon ga Warau! Saraba Kurosu Hāto!" (金賊のオレーグモンが笑う！さらばクロスハート！)                                         | 14 tháng 6 năm 2011 |
| 42     | 12  | "Tiếng thì thầm đến Kiriha! Thổ Thần Tướng của hẻm núi, tiếng gọi của ác quỷ" "Kiriha ni sasayaku! Kyōkoku no Doshin Shōgun, Akuma no Yūi!" (キリハのささやく！峡谷の土伸将軍、悪魔の誘い)  | 21 tháng 6 năm 2011 |
| 43     | 13  | "Tình cảm mãnh liệt! Tiếng kêu sau cùng của Deckerdramon!!" "Tsuyoki Ai o! Dekkādoramon Saigo no Sakebi!!" (強き愛を！デッカードラモン最後の叫び！！)                                       | 4 tháng 7 năm 2011  |
| 44     | 14  | "Mối liên kết X7! Đại chiến Gravimon" "Kizuna no Kurosusebun! Gurabimon no Sōzetsu Batoru!!" (きずなの✕7！グラビモンの壮絶バトル！！)                                                       | 11 tháng 7 năm 2011 |
| 45     | 15  | "Vương quốc cuối cùng, Bright Land của bình minh" "Saigo no ōkoku, kagayaku Taiyō no Buraito Rando" (最後の王国、輝く太陽のブライトランド)                                                  | 18 tháng 7 năm 2011 |
| 46     | 16  | "Sống hay chết, Cuộc chiến quyết định của các tướng dưới địa ngục!" "Shō ka shi ka, Jigolu no Jeneraru kessen!" (生か死か、地獄のジェネラル決戦！)                                          | 25 tháng 7 năm 2011 |
| 47     | 17  | "Taiki VS Yuu, Trận chiến giữa Tướng thiếu niên!" "Taiki VS Yuu, Shōnen Jeneraru taiketsu!" (タイキVSユウ、少年ジェネラル対決！！)                                                          | 9 tháng 8 năm 2011  |
| 48     | 18  | "Beelzebumon, tan biến trong ánh sáng!" "Beruzebumon, Hikari ni kiyu!" (ベルゼブモン、光に消ゆ！)                                                                                           | 16 tháng 8 năm 2011 |
| 49     | 19  | "Quyết định của Taiki! Manh hơn cả tướng mạnh nhất Apolomon" "Taiki no Ketsudan! Saikyō no Aporomon o Koeru!" (タイキの決断！最強のアポロモンを越える！)                                    | 23 tháng 8 năm 2011 |
| 50     | 20  | "Hồi sinh! Sự trở lại của Thất Tử Tướng!" "Yomigaeru! Shichinin no Desu Jeneraru Sōtōjō!!" (よみがえる！七人のデスジェネラル総登場！)                                                       | 30 tháng 8 năm 2011 |
| 51     | 21  | "Vì tương lai của Thế giới Kỹ thuật số! Tình bạn của Tử Tướng!" "Dejitaru Wārudo no mirai no tame ni! Desu Jeneraru to no Yūjō!" (デジタルワールドの未来のために！デスジェネラルとに友情！) | 6 tháng 9 năm 2011  |
| 52     | 22  | "Anh em Barga! Liên kết đen tối" "Bagura Kyōdai! Ankoku no Kizuna" (バグラ兄弟！暗黒の絆)                                                                                                   | 13 tháng 9 năm 2011 |
| 53     | 23  | "Xâm lấn! Ngày tận thế, D5!!" "Semarikuru! Ningenkai no saigo no hi, Dīfaibu!!" (迫りくる！人間界の最後の日、D5！！)                                                                        | 20 tháng 9 năm 2011 |
| 54     | 24  | "Nắm lấy hào quang DigiXros! Vì tương lai của chúng ta!!" "Eikō no DejiKurosu, tsukame! Oretachi no mirai!!" (栄光のデジクロス、つかめ！おれたちの未来！！)                                 | 27 tháng 9 năm 2011 |

#### Mùa 3:Toki o Kakeru Shōnen Hantā-tachi
| STT    | STT | Tên tập phim | Ngày phát sóng gốc   |
| Series | Mùa | Tên tập phim | Ngày phát sóng gốc   |
| ------ | --- | --- | -------------------- |
|        |     | |                      |
| 55     | 1   | "Chúng ta là thợ săn Digimon!" "Oretachi, Dejimon Hantā!" (おれたちデジモンハンター！)                                                                                            | 2 tháng 10 năm 2011  |
| 56     | 2   | "Các học sinh biến mất! Bóng tối mờ ảo của Sagomon" "Seito-tachi ga Kieta! Yurameku Sagomon no Kage" (生徒たちが消えた！ゆらめくサゴモンの影)                                     | 9 tháng 10 năm 2011  |
| 57     | 3   | "Ước mơ của câu lạc bộ robot, cơn cám dỗ của Pinochimon" "Robotto-bu no Yume, Pinokkimon no Yūwaku" (ロボット部の夢、ピノッキモンの誘惑)                                          | 16 tháng 10 năm 2011 |
| 58     | 4   | "Học sinh ưu tứ bị nhắm đến! Nụ cười của Blossomon" "Yūtousei ga Nerawareta! Burossamon no Hohoemi" (優等生が狙われた！ブロッサモンの微笑)                                        | 23 tháng 10 năm 2011 |
| 59     | 5   | "Cẩn thận với sự dễ thương! Cái bẫy của thợ săn xinh xắn Airu!" "Kawaisa Youchūi! Kyūto Hantā, Airu no Wana!" (かわいさ要注意！キュートハンター、アイルの罠！)                    | 30 tháng 10 năm 2011 |
| 60     | 6   | "Trận đấu kiếm đạo Digimon! Thank kiếm Kotemon tới sát rồi!!" "Dejimon Kendō Shoubu! Kotemon no Yaiba ga Semaru!!" (デジモン剣道勝負！コテモンの刃が迫る！！)                     | 6 tháng 11 năm 2011  |
| 61     | 7   | "Okonomiyaki hoảng loạn! Thành phố toàn Pagumon" "Okonomiyaki Panikku! Pagumon Darake no Machi" (お好み焼きパニック！パグモンだらけの町)                                          | 13 tháng 11 năm 2011 |
| 62     | 8   | "Săn Digimon phát triển mạnh! Thợ săn cao tay ở khu phố thương mại!!" "Dejimon Hanto Daihanjou! Shoutengai no Sugoude Hantā!!" (デジモンハント大繫盛！商店街のスゴ腕ハンター！！) | 20 tháng 11 năm 2011 |
| 63     | 9   | "Taiki trở thành mục tiêu! Tiếng khóc của siêu sao nổi tiếng!" "Nerawareta Taiki! Chou Serebu Sutā no Otakebi!" (狙われたタイキ}！超セレブ・スターの雄たけび！)                   | 27 tháng 11 năm 2011 |
| 64     | 10  | "Đi đến Hồng Kông! Bảo vệ nữ Idol xinh đẹp!!" "Hon Kon Jouriku! Chou Bishōjo Aidoru o Mamore!!" (香港上陸！超美少女アイドルを守れ！！)                                            | 4 tháng 12 năm 2011  |
| 65     | 11  | "Tagiru trở nên yếu đuối!? Gumdramon gặp rắc rối lớn!!" "Tagiru ga Funya-funya!? Gamudoramon Dai Pinchi!!" (タギルがふんやふんや！？ガムドラモン大ピンチ！！)                     | 11 tháng 12 năm 2011 |
| 66     | 12  | "Ngon hay dở? Cuộc thi Ramen Digimon!" "Oishī? Mazui? Dejimon Rāmen Shoubu!" (おいしい？まずい？デジモンラーメン勝負！)                                                           | 18 tháng 12 năm 2011 |
| 67     | 13  | "Chuyến đi chỉ dành cho trẻ em toàn cầu! Đoàn tàu Digimon trong mơ" "Kodomo Dake no Sekai Ryokou! Yume no Dejimon Torein" (子供だけの世界旅行！夢のデジモントレイン)              | 25 tháng 12 năm 2011 |
| 68     | 14  | "Các thợ săn tập trung! Cuộc chiến giành Digimon ở đảo phương Nam!" "Hantā Daishuugou! Minami no Shima no Dejimon Soudatsusen!" (ハンター大集合！南の島のデジモン争奪戦！)        | 8 tháng 1 năm 2012   |
| 69     | 15  | "Muốn kết bạn không? Lời hứa của quỷ Phelesmon" "Tomodachi Hoshī? Feresumon Akuma no Yakusoku" (友だち欲しい？フェラスモン悪魔の約束)                                             | 15 tháng 1 năm 2012  |
| 70     | 16  | "Cuộc trải nghiệm kinh dị đến thóp tim! Tiếng kêu của thợ săn ma!!" "Doki-doki Kyoufu Taiken! Shinrei Hantā ga Hoeru!!" (ドキドキ恐怖体験！心霊ハンターが吠える！)                | 22 tháng 1 năm 2012  |
| 71     | 17  | "Giống hay không? Tên trộm cải trang Betsumon" "Niteru? Nitenai? Hensou Kaitou Betsumon" (似てる？似てない？返送怪盗ベツモン)                                                     | 29 tháng 1 năm 2012  |
| 72     | 18  | "Tập hợp đĩa bay, khủng long! Giấc mơ của Ekakimon" "UFO Kyouryū Daishūgou! Yume no Ekakimon" (UFO・恐竜大集合！夢のエカキモン)                                                   | 5 tháng 2 năm 2012   |
| 73     | 19  | "Thám hiểm dưới đáy biển! Tìm thấy kho báu Digimon như mơ!" "Kaitei Daibouken! Yume no Zaihou Dejimon o Sagase!" (海底大冒険！夢の財宝デジモンを探せ！)                           | 12 tháng 2 năm 2012  |
| 74     | 20  | "Thẻ hiếm biến mất! RookChessmon vô đối" "Rea Kādo ga Kieta! Muteki no Rūkuchesumon" (レアカードが消えた！無敵のルークチェスモン)                                                 | 19 tháng 2 năm 2012  |
| 75     | 21  | "Khu vui chơi trong mơ! Digimon Land!" "Yume no Yūenchi, Dejimon Rando!" (夢の遊園地！デジモンランド！)                                                                           | 26 tháng 2 năm 2012  |
| 76     | 22  | "Hoàng Kim côn trùng! Bí ẩn của MetallifeKuwagamon" "Ōgon Konchū! Metarifekuwagāmon no Nazo" (黄金昆虫！メタリフェクワガーモンの謎)                                               | 4 tháng 3 năm 2012   |
| 77     | 23  | "Bây giờ được tiết lộ! Bí mật của việc săn Digimon!" "Ima Akasareru! Dejimon Hanto no Himitsu!" (今明かせる！デジモンハントの秘密！)                                              | 11 tháng 3 năm 2012  |
| 78     | 24  | "Các anh hùng huyền thoại tập hợp! Cuộc chiến Digimon kỳ cựu!!" "Densetsu no Hīrō Daishūketsu! Dejimon Ōru Sutā Kessen!!" (伝説のヒーロー大集結！デジモンオウルスター決戦！！)    | 18 tháng 3 năm 2012  |
| 79     | 25  | "Cháy lên nào Tagiru! Cuộc săn Digimon vinh quang!!" "Moeagare Tagiru! Eikou no Dejimon Hanto!" (燃え上がれタギル！栄光のデジモンハント！)                                        | 25 tháng 3 năm 2012  |

### Digimon Universe: Appli Monsters
| STT tập phim | Tên tập phim | Ngày phát sóng gốc   |
| ------------ | --- | -------------------- |
|              | |                      |
| 1            | "Kết quả tìm kiếm là Shinkai Haru! Gatchmon xuất hiện!" "Kensaku Kekka wa Shinkai Haru! Gacchimon Arawaru!" (検索結果は新海ハル！ ガッチモンあらわる！)                                                                 | 1 tháng 10 năm 2016  |
| 2            | "Người chỉ đường bí ẩn! Tôi là Navimon!" "Ayashiki Michisaki Annainin! Sessha Nabimon de Gozaru!" (あやしき道先案内人！ 拙者ナビモンでござる！)                                                                         | 8 tháng 10 năm 2016  |
| 3            | "Nhân vật của tôi bị lột trần!? Trường học Dungeon của Ropugemon!" "Sodateta Kyara ga Supponpon!? Rōpuremon no Gakkou Danjon!" (育てたキャラがスッポンポン！？ ロポレモンの学校ダンジョン)                              | 15 tháng 10 năm 2016 |
| 4            | "Ta sẽ lấy trang phục của ngươi! Halloween Scaldal của Cameramon" "Kasou no Kimi o Witadakimasu! Kyameramon no Harowin Sukyandaru!" (仮装のキミをうぃただきます！ キャメラモンのハロウィンスキャンダル！)               | 22 tháng 10 năm 2016 |
| 5            | "Dokkan Punch vào tim bạn! Eri là Appmon Idol!" "Anata no Hāto ni Dokkan Panchi! Eri wa Apumon Aidoru!" (あなたのハートにドッカンパンチ！ エリはアプモンアイドル！)                                                     | 29 tháng 10 năm 2016 |
| 6            | "Đánh giá ẩm thực thượng đỉnh! Ứng dụng ẩm thực, Perorimon!" "Saikou no Gurume Repōto! Gurume Apuri - Perorimon!" (最高のグルメレポート！ グルメアプリ・ペロリモン！)                                                   | 5 tháng 11 năm 2016  |
| 7            | "Appli Drive thứ ba! Torajirō là AppTuber!" "Mitsume no Apuri Doraivu! Torajirō wa Apu Chūbā!" (３つ目のアプリドライヴ！ 虎次郎はアプチューバー！)                                                                      | 12 tháng 11 năm 2016 |
| 8            | "Rắc rối lớn khiến không thể ngầu chút nào!? Đại chiến thuật làm phim vui vẻ của Astra!" "Dai Pinchi de Chou-norenee!? Asutora no Omoshiro Douga Daisakusen!" (大ピンチで超ノレねえ！？ アストラのおもしろ動画大作戦！) | 19 tháng 11 năm 2016 |
| 9            | "Ta muuốn được đứng đầu! Giải đấu Appmon ở Cyber Arena!" "Mezase Kakudzuke Nanbā Wan! Apumon Senshuken in Saibā Arīna!" (めざせ格付けナンバーワン！ アプモン選手権インサイバーアリーナ！)                               | 26 tháng 11 năm 2016 |
| 10           | "Tham vọng của Appmons! Thu thập Seven Code huyền thoại!" "Apumon-tachi no Akogare! Densetsu no Sebunkōdo Kai!" (アプモンたちのあこがれ！ 伝説のセブンコード会！)                                                       | 3 tháng 12 năm 2016  |
| 11           | "Lặn xuống biển Net! Đuổi theo sêu Hacker Rei!" "Netto no Umi ni Daibu seyo! Sūpā Hakkā Rei o Oe!" (ネットの海にダイブせよ！ スーパーハッカーレイを追え！)                                                              | 10 tháng 12 năm 2016 |
| 12           | "Đánh bại Sakushimon bằng Siêu App Link!" "Sakushimon Chou-apurinku de Uchiyabure!" (サクシモン 超アプリンクで 打ち破れ！)                                                                                              | 17 tháng 12 năm 2016 |
| 13           | "Giáng Sinh đã biến mất! Kẻ trộm lịch Calendamon!" "Kurisumasu ga Kiechatta! Koyomi Dorobou Karendamon!" (クリスマスが消えちゃった！ 暦泥棒カレンダもん！)                                                              | 24 tháng 5 năm 2016  |
| 14           | "Thành phố toàn câu đố!? Puzzlemon nổi loạn!" "Machijū ga Pazuru Gēmu!? Pazurumon Daibousou!" (街中がパズルゲーム！？ パズルモン大暴走！)                                                                               | 7 tháng 1 năm 2017   |
| 15           | "Nhìn thấu tương lai!? Bà đồng bí ẩn Tellermon" "Mirai wa Zenbumieteiru!? Shinpi no Uranai Terāmon" (未来は全部見えている！？ 神秘の占いテラーモン)                                                                     | 14 tháng 1 năm 2017  |
| 16           | "Thông điệp vượt "Thời gian". Sự thật về Appli Drive" ""Toki" o Koeta Messēji Apuri Doraivu no Shinjitsu" (「トキ」を超えたメッセージ アプリドライヴの真実！)                                                           | 21 tháng 1 năm 2017  |
| 17           | "Rất nhiều Eri từ sao chép - dán!? Giành lại sân khấu trong mơ!" "Eri ga Kopipe de Daizoushoku!? Torimodose, Yume no Sutēji!" (エリがコピペで大増殖！？ とりもどせ、夢のステージ！)                                     | 28 tháng 1 năm 2017  |
| 18           | "Mối quan hệ của Haru và Yūjin. Dừng lại! Resshamon tốc hành!" "Haru to Yūjin no Kizuna Yamero! Bousou Resshamon!" (ハルと勇仁の絆 止めろ！暴走レッシャモン！)                                                          | 4 tháng 2 năm 2017   |
| 19           | "Biển Net hỗn loạn! "Thời gian" đã điểm, App Hợp thể Cùng cực!" "Netto no Umi ga Dai-pinchi! "Toki" ha Kita, Kiwami Apugattai!!" (ネットの海が大ピンチ！ 「トキ」を来た、極アプ合体！！)                                | 11 tháng 2 năm 2017  |
| 20           | "Tạm biệt Astra!? Ác mộng của Dreammon!" "Sayonara Asutora!? Dorīmon no Akumu!" (さよならアストラ！？ ドリーモンの悪夢！)                                                                                               | 18 tháng 2 năm 2017  |
| 21           | "Con đường trở thành Idol hàng đầu! Huấn luyện đặc biệt của Coachmon!" "Toppu Aidoru e no Michi! Kōchimon no Moutokkun!" (トップアイドルへの道！ コーチモンの猛特訓！)                                                  | 25 tháng 2 năm 2017  |
| 22           | "Cho ta mượn sức mạnh của ngươi. Rei và Hackmon, cuộc gặp gỡ hôm đó" "Omae no Chikara o Ore ni Kase. Rei to Hakkumon, Ano Hi no Deai" (お前の力を俺に貸せ レイとハックモン、あの日の出会い)                             | 4 tháng 3 năm 2017   |
| 23           | "Giành lại Seven Code Appmon! Đối đầu Cùng cực VS Cùng cực!" "Torimodose Sebun Kōdo Apumon! Taiketsu Kiwami tai Kiwami!" (とりもどせセブンコードアプモン！ 対決極VS極！)                                                | 11 tháng 3 năm 2017  |
| 24           | "Đòn tấn công của Cometmon khổng lồ!? Hãy mở cửa ra, Dantemon!" "Choukyodai Komettomon Shūrai!? Tobira o Hirake, Dantemon!" (超巨大コメットモン襲来！？ 扉をひらけ、ダンテモン！)                                       | 18 tháng 3 năm 2017  |
| 25           | "Đã tới lúc xâm nhập vào Deep Web! Cyber Cửu Long bí ẩn!" "Tsuini Sennyū Dīpu Webu! Nazo no Saibā Kūron!" (ついに潜入ディプウェブ！ 謎のサイバー九龍！)                                                                 | 25 tháng 3 năm 2017  |
| 26           | "Tôi là nhân vật chính!? Cuộc gặp gỡ với Gatchmon" "Boku ga Shujinkou!? Gacchimon tono Deai" (ボクが主人公！？ ガッチモンとの出会い)                                                                                    | 1 tháng 4 năm 2017   |
| 27           | "Appli Driver thứ năm!" "Goninme no Apuri Doraivā!" (五人目のアプリドライヴ！) | 8 tháng 4 năm 2017   |
| 28           | "Appli Drive DUO! Offmon xuất hiện" "Apuri Doraivu Dyuo! Ofumon Arawaru" (アプリドライヴDUO！ オフモンあらわる) | 15 tháng 4 năm 2017  |
| 29           | "Loại trừ chiến hữu!? Gatchmon dứt áo ra đi" "Badi Kaishou!? Gacchimon no Iede" (バディ解消！？ ガッチモンの家出) | 22 tháng 4 năm 2017  |
| 30           | "Dokamon đang yêu!? Ứng dụng ẩm thực MariPero xen vào!" "Dokamon no Koi!? Gurume Apuri Maripero Shūrai!" (ドカモンの恋！？ グルメアプリ・マリペロ襲来！)                                                                | 29 tháng 4 năm 2017  |
| 31           | "Mọi người đều bị lôi vào chuyến đi!? Chuyến du lịch đáng sợ của Tripmon" "Tabi wa Michidzure!? Torippumon no Kyoufu Torippu" (旅は道連れ！？ トリップモンの恐怖トリップ)                                               | 6 tháng 5 năm 2017   |
| 32           | "Mọi người đưa cậu ấy ra đi! Offmon tự giam mình mất rồi!" "Minna de Tsuredase! Hikikomori no Ofumon!" (みんなで連れ出せ！ 引きこもりのオフモン！)                                                                      | 13 tháng 5 năm 2017  |
| 33           | "CEO trung học! Unryūji Knight xuất hiện!" "Koukousei CEO! Unryūji Naito Arawaru!" (高校生CEO！ 雲龍寺ナイトあらわる！)                                                                                                 | 20 tháng 5 năm 2017  |
| 34           | "Cảm ơn tương lai! Chào mừng đến với thành phố Trí tuệ nhân tạo!" "Sankyū Mirai! Jinkou Chinou no Machi e Youkoso!" (サンキュー未来！ 人工知能の街へようこそ！)                                                         | 27 tháng 5 năm 2017  |
| 35           | "Mục tiêu trở thành Cửu Thần! Cuộc bình chọn của Appliyama 470" "Mezase Kyūnin Goddo! Apuriyama 470 Sousenkyo" (めざせ9人ゴッド！ アプリ山470総選挙)                                                                    | 3 tháng 6 năm 2017   |
| 36           | "Kết quả cuộc bình chọn! Bàn tay đen tối chạm đến Eri!" "Sousenkyo Kecchaku! Eri ni Semaru Ma no Te!" (総選挙決着！ エリに迫る魔の手！)                                                                                 | 10 tháng 6 năm 2017  |
| 37           | "Tấn công! Appmon Cùng cực - Ultimate 4!" "Shūrai! Kiwami Apumon - Arutimetto 4!" (襲来！ 極アプモン・アルディメット4！)                                                                                                | 17 tháng 6 năm 2017  |
| 38           | "Đem Gatchmon quay về! Thử thách của ông Denemon!" "Gacchimon o Torimodose! Den'emon-jiichan no Shiren!" (ガッチモンを取り戻せ！ 電衛門じいちゃんの試練！)                                                              | 24 tháng 6 năm 2017  |
| 39           | "Sức mạnh mới! Appli Drive Duo!" "Aratana Chikara! Apuri Doraivu DUO!" (新たな力！ アプリドライヴDUO！) | 1 tháng 7 năm 2017   |
| 40           | "Tái đấu Ultimate 4! Thử thách của đám mây!" "Arutimetto 4 Futatabi! Kuraudo no Chousenjou!" (アルディメット4再び！ クラウドの挑戦状！)                                                                                 | 8 tháng 7 năm 2017   |
| 41           | "Cuộc chiến khốc liệt! Globemon VS Charismon!" "Kyokugen no Gekitou! Gurōbumon tai Karisumon!" (極限の激闘！ グローブモンVSカリスモン！)                                                                                | 15 tháng 7 năm 2017  |
| 42           | "Quyết tâm của Rei! Kế hoạch tìm Hajime!" "Rei no Ketsui! Hajime Sousaku Daisakusen!" (レイの決意！ はじめ捜索大作戦！)                                                                                                 | 22 tháng 7 năm 2017  |
| 43           | "Dậy đi, Sleepmon! Giải đấu Appmon tái diễn!!" "Mezamero, Surīpumon! Apumon Senshuken Futatabi!!" (目覚めろ、スリープモン！ アプモン選手権再び！！)                                                                     | 29 tháng 7 năm 2017  |
| 44           | "Đuổi theo Bootmon chạy trốn!" "Toubousha Būtomon o Oe!" (逃亡者・ブートモンを追え！) | 5 tháng 8 năm 2017   |
| 45           | "Cuộc chiến phi thường! Gatchmon VS Agumon!" "Daigekitotsu!? Gacchimon tai Agumon" (大激突！？ ガッチモンVSアグモン！)                                                                                                  | 12 tháng 8 năm 2017  |
| 46           | "Lời nguyện cầu dưới sao băng! Kế hoạch giải cứu Astra!" "Hoshizora no Chikai! Asutora Kyūshutsu Daisakusen!" (星空の誓い！ アストラ救出大作戦！)                                                                       | 19 tháng 8 năm 2017  |
| 47           | "Bộ mặt thật của Yūjin" "Yūjin no Shinjitsu" (勇仁の真実) | 26 tháng 8 năm 2017  |
| 48           | "Khởi động! Kế hoạch ứng dụng hóa nhân loại!" "Kidou! Jinrui Apurika Keikaku!" (起動！ 人類アプリ化計画！) | 2 tháng 9 năm 2017   |
| 49           | "Phép màu tiến hóa tối hậu! Appmon Thần giáng trần!" "Kiseki no Saishū Shinka! Kami Apumon Kourin!" (奇跡の最終進化！ 神アプモン降臨！)                                                                                 | 9 tháng 9 năm 2017   |
| 50           | "Liên kết của hy vọng! Haru và Gaiamon!!" "Kibou no Kizuna! Haru to Gaiamon!!" (希望の絆！ ハルとガイアモン！！) | 16 tháng 9 năm 2017  |
| 51           | "Giấc mơ của Trí tuệ nhân tạo" "Jinkou Chinou no Miru Yume" (人工知能の見る夢！) | 23 tháng 9 năm 2017  |
| 52           | "Điểm kỳ dị của chúng ta" "Bokutachi no Shingyuraritī" (ボクたちのシンギュラリティー) | 30 tháng 9 năm 2017  |

### Digimon Adventure:
| STT tập phim | Tên tập phim                                                                                      | Ngày phát sóng gốc   |
| ------------ | ------------------------------------------------------------------------------------------------- | -------------------- |
|              |                                                                                                   |                      |
| 1            | "Tokyo: Biến động Kỹ thuật số!" "Tōkyō Dejitaru kuraishisu" (東京 デジタルクライシス)             | 5 tháng 4 năm 2020   |
| 2            | "War game" "Wōgēmu" (ウォー・ガーム)                                                              | 12 tháng 4 năm 2020  |
| 3            | "Và rồi, đến với Thế giới Kỹ thuật số" "Soshite Dejitaru Wārudo e" (そしてデジタルワールドへ)     | 19 tháng 4 năm 2020  |
| 4            | "Bay lên, Birdramon" "Bādoramon Hishō" (バードラモン飛翔)                                         | 28 tháng 6 năm 2020  |
| 5            | "Digimon Thần Thánh" "Seinaru Dejimon" (聖なるデジモン)                                           | 5 tháng 7 năm 2020   |
| 6            | "Vương quốc mục tiêu" "Neawareta Ōkoku" (狙われた王国)                                            | 12 tháng 7 năm 2020  |
| 7            | "Cậu bé đó, Kido Jō" "Sono otoko Kido Jō" (その男、城戸丈)                                        | 19 tháng 7 năm 2020  |
| 8            | "Cuộc đổ bộ của những đứa trẻ" "Kodomotachi no Kōjōsen" (子供たちの攻城戦)                        | 26 tháng 7 năm 2020  |
| 9            | "Thể hoàn hảo - Tấn công" "Kanzentai Shūrai" (完全体•襲来)                                        | 2 tháng 8 năm 2020   |
| 10           | "Siêu tiến hóa sắt thép" "Kōtetsu no Chōshinka" (鋼鉄の超進化)                                    | 9 tháng 8 năm 2020   |
| 11           | "Sói đứng trên sa mạc" "Sabaku ni tatsu Ōtami" (砂漠に立つ狼)                                     | 16 tháng 8 năm 2020  |
| 12           | "Lilimon nở rộ" "Ririmon kaika" (リリモン開花)                                                    | 23 tháng 8 năm 2020  |
| 13           | "Đôi cánh đỏ rực Garudamon" "Guren no Tsubasa Garudamon" (紅蓮の翼ガルダモン)                     | 30 tháng 8 năm 2020  |
| 14           | "Chạm trán Vua côn trùng" "Gekitotsu Konchū no Ōja" (激突 昆虫の王者)                             | 6 tháng 9 năm 2020   |
| 15           | "Búa sấm sét Zudomon" "Zudomon Inazuma no tettsui" (ズドモン稲妻の鉄槌)                           | 13 tháng 9 năm 2020  |
| 16           | "Bóng đêm bao phủ xâm nhập Tokyo" "Tōkyō shinsoku shikkoku no kage" (東京浸食 漆黒の影)           | 20 tháng 9 năm 2020  |
| 17           | "Tokyo quyết chiến Orochimon" "Tōkyō kessen Orochimon" (東京決戦 オロチモン)                      | 20 tháng 9 năm 2020  |
| 18           | "Đếm ngược hủy diệt Tokyo" "Tōkyō shōmetsu kauntodaun" (東京消滅 カウントダウン)                  | 4 tháng 10 năm 2020  |
| 19           | "Gầm lên Thú Vương Quyền" "Hoero Jūōken" (吠えろ獣王拳)                                           | 11 tháng 10 năm 2020 |
| 20           | "Người thứ bảy thức tỉnh" "Shichi nin me no Kakusei" (七人目の覚醒)                               | 18 tháng 10 năm 2020 |
| 21           | "Tôi luyện vũ trang thép đảo ngược" "Gyakuten no Appudēto" (逆転の武装鋼化)                       | 25 tháng 10 năm 2020 |
| 22           | "Nhân mã xanh bất khuất" "Fukutsu no Aoki Sajitariusu" (不屈の蒼き機翼)                           | 1 tháng 11 năm 2020  |
| 23           | "Sứ giả bóng đêm Devimon" "Yami no shisha Debimon" (闇の使者デビモン)                             | 8 tháng 11 năm 2020  |
| 24           | "Chung cuộc, DanDevimon" "Shūkyoku DanDebimon" (終極デンデビモン)                                 | 15 tháng 11 năm 2020 |
| 25           | "Lặn đến biển tiếp theo" "Daibu Tsuginaru umi e" (ダイブ次なる海へ)                               | 22 tháng 11 năm 2020 |
| 26           | "Đột phá vòng vây của thủy quái" "Toppa Kaijūhōimō" (突破 海獣包囲網)                             | 22 tháng 11 năm 2020 |
| 27           | "Đến lục địa mới" "Shin Tairiku e" (新大陸へ)                                                     | 6 tháng 12 năm 2020  |
| 28           | "Sự sống còn của những đứa trẻ" "Kodomotachi no Sabaibaru" (子供たちのサバイバル)                 | 13 tháng 12 năm 2020 |
| 29           | "Thoát khỏi rừng rậm bốc cháy" "Dasshutsu Moeru mitsurin" (脱出 燃える密林)                       | 20 tháng 12 năm 2020 |
| 30           | "Thể cùng cực WarGreymon" "Kyūkyoku-tai Uōgureimon" (究極体 ウォーグレイモン)                     | 27 tháng 12 năm 2020 |
| 31           | "Bóng đêm mới Millenniumon" "Aratanna yami Mireniamon" (新たな闇 ミレニアモン)                    | 10 tháng 1 năm 2021  |
| 32           | "Hy vọng bay cao" "Amakakeru Kibō" (天翔ける希望)                                                 | 17 tháng 1 năm 2021  |
| 33           | "Hikari của bình minh" "Yoake no Hikari" (夜明けのヒカリ)                                         | 24 tháng 1 năm 2021  |
| 34           | "Hikari và Tailmon" "Hikari to Teirumon" (ヒカリとテイルモン)                                     | 31 tháng 1 năm 2021  |
| 35           | "Angewomon lấp lánh" "Kirameku Enjeūmon" (煌くエンジェウーモン)                                   | 7 tháng 2 năm 2021   |
| 36           | "Chiến lược bắn hạ vệ tinh" "Eisei sogeki sakusen" (衛生狙撃作戦)                                 | 14 tháng 2 năm 2021  |
| 37           | "Trận chiến của Mimi" "Mimichan Wōzu" (ミミちゃんウオーズ)                                        | 21 tháng 2 năm 2021  |
| 38           | "Cháy lên tình bạn xanh" "Moeru Aoi Yūjō" (燃える青い友情)                                        | 28 tháng 2 năm 2021  |
| 39           | "Jagamon địa ngục khoai tây" "Jagamon Poteto jigoku" (ジャガモン ポテト地獄)                      | 7 tháng 3 năm 2021   |
| 40           | "Quyết định! Cú sút tuyệt kỹ" "Kimero! Hissatsu shūto" (決めろ！ 必殺シュート)                    | 21 tháng 3 năm 2021  |
| 41           | "Công viên Monmon trong sương mù" "Kiri no Monmon Pāku" (霧のもんモンパーク)                      | 28 tháng 3 năm 2021  |
| 42           | "Vua phát minh Garbemon" "Hatsumeiō Gābemon" (発明王ガーベモン)                                   | 4 tháng 4 năm 2021   |
| 43           | "Chạm trán Vua của Digimon" "Gekitotsu Kingu obu Dejimon" (激突キング・オブ・デジモン)            | 11 tháng 4 năm 2021  |
| 44           | "Hikari và khu rừng chuyển động" "Hikari to Ugoku mori" (ヒカリと動く森)                          | 18 tháng 4 năm 2021  |
| 45           | "Metalgarurumon khởi động" "Kidō Metarugarurumon" (起動メタルガルルモン)                          | 25 tháng 4 năm 2021  |
| 46           | "Thánh kiếm của Hy vọng" "Kibō no Tsurugi" (希望の聖剣)                                           | 2 tháng 5 năm 2021   |
| 47           | "Phường giang hồ nơi hoang vắng" "Kōya no Akutōtachi" (荒野の悪党たち)                            | 9 tháng 5 năm 2021   |
| 48           | "Cuộc tấn công của Mugendramon" "Mugendoramon no shūgeki" (ムゲンドラモンの襲撃)                  | 16 tháng 5 năm 2021  |
| 49           | "Tà thần giáng lâm Millenniumon" "Jashinkōrin Mireniamon" (邪神降臨ミレニアモン)                  | 23 tháng 5 năm 2021  |
| 50           | "Chung cuộc, Thánh chiến cùng cực" "Shūkyoku Kyūkyoku no Seisen" (終極 究極の聖戦)                | 30 tháng 5 năm 2021  |
| 51           | "Xác minh bí ẩn trong Huy chương" "Monshō ni Kakusareta nazo" (紋章に確認された謎)                | 6 tháng 6 năm 2021   |
| 52           | "Thiên vũ Hououmon" "Tenbu Hououmon" (天舞 ホウオウモン)                                          | 13 tháng 6 năm 2021  |
| 53           | "Nổi loạn suối nước nóng Geko" "Geko Onsen no ran" (ゲコ温泉の乱)                                 | 20 tháng 6 năm 2021  |
| 54           | "Chiến quỷ lang thang Ribelimon" "Sasurai no senki Riberimon" (さすらいの戦鬼リベリモン)          | 27 tháng 6 năm 2021  |
| 55           | "Trường học Digimon bị nhắm đến" "Nerawareta Dejimon Gakkō" (狙われたデジモン学校)                | 4 tháng 7 năm 2021   |
| 56           | "Kim Lang đêm trăng khuyết" "Mikazuki no kinrou" (三日月の金狼)                                   | 11 tháng 7 năm 2021  |
| 57           | "Tiếp xức từ sự diệt vong" "Hametsu kara no Kontakuto" (破滅からの接触)                           | 18 tháng 7 năm 2021  |
| 58           | "Hikari sự sống mới" "Hikari Aratana inochi" (ヒカリ 新たな命)                                    | 25 tháng 7 năm 2021  |
| 59           | "Điện quang HerakleKabuterimon" "Denkō Herakarekabuterimon" (電光 ヘラカレカブテリモン)           | 1 tháng 8 năm 2021   |
| 60           | "Chinh phục sông băng Vikemon" "Hyōga o Yuku Vaikumon" (氷河を征くヴァイクモン)                   | 8 tháng 8 năm 2021   |
| 61           | "Đến nơi muốn tìm về" "Kaeritai bashō e" (帰りたい場所へ)                                         | 15 tháng 8 năm 2021  |
| 62           | "Nước mắt của Shakkoumon" "Shakkoumon no namida" (シャッコウモンの涙)                             | 22 tháng 8 năm 2021  |
| 63           | "Huy chương Dũng Khí" "Yūki no Monshō" (勇気の紋章)                                               | 29 tháng 8 năm 2021  |
| 64           | "Quyết tâm của các thiên thần" "Tenshitachi no ketsui" (天使たちの決意)                           | 5 tháng 9 năm 2021   |
| 65           | "Sự diệt vong khổng lồ Negamon" "Kyodai na hametsu Negāmon" (巨大な破滅ネガーモン)                | 12 tháng 9 năm 2021  |
| 66           | "Phép màu cuối cùng, sức mạnh cuối cùng" "Saigo no kiseki Saigo no chikara" (最後の奇跡 最後の力) | 19 tháng 9 năm 2021  |
| 67           | "Cuộc phiêu lưu kết thúc" "Bōken no hate" (冒険の果て)                                            | 26 tháng 9 năm 2021  |

### Digimon Ghost Game
| STT tập phim | Tên tập phim | Ngày phát sóng gốc   |
| ------------ | --- | -------------------- |
|              | |                      |
| 1            | "Người khâu miệng" "Kuchi nū otoko" (口縫男)                                                                        | 3 tháng 10 năm 2021  |
| 2            | "Bí ẩn trong bảo tàng" "Hakubutsukan no kai" (博物館ノ怪)                                                           | 10 tháng 10 năm 2021 |
| 3            | "Nghệch ngoạc" "Rakugaki" (ラクガキ)                                                                                | 24 tháng 10 năm 2021 |
| 4            | "Ngôi nhà hình nộm" "Ningyō no yakata" (人形ノ館)                                                                   | 31 tháng 10 năm 2021 |
| 5            | "Cơn thịnh nộ của thần linh" "Kami no ikari" (神ノ怒リ)                                                             | 7 tháng 11 năm 2021  |
| 6            | "Bài hát bị nguyền rủa" "Norowareta uta" (呪ワレタ歌)                                                               | 14 tháng 11 năm 2021 |
| 7            | "Chim" "Tori" (鳥)                                                                                                  | 21 tháng 11 năm 2021 |
| 8            | "Bách quỷ dạ hành" "Hyakki Yakō" (百鬼夜行)                                                                         | 28 tháng 11 năm 2021 |
| 9            | "Thời gian bị bẻ cong" "Nejireta toki" (捻レタ時)                                                                   | 5 tháng 12 năm 2021  |
| 10           | "Trò chơi tử thần" "Shi no yūgi" (死ノ遊戯)                                                                         | 12 tháng 12 năm 2021 |
| 11           | "Kamaitachi" (カマイタチ)                                                                                           | 19 tháng 12 năm 2021 |
| 12           | "Lá thư bất hạnh" "Fukō no Tegami" (不幸ノ手紙)                                                                     | 26 tháng 12 năm 2021 |
| 13           | "Đao phủ" "Shokeinin" (処刑人)                                                                                      | 9 tháng 1 năm 2022   |
| 14           | "Tọa Phu Đồng Tử" "Zashiki warashi" (座敷童)                                                                        | 16 tháng 1 năm 2022  |
| 15           | "Ngôi nhà bói toán" "Uranai no Yakata" (占イノ館)                                                                   | 23 tháng 1 năm 2022  |
| 16           | "Rừng ăn thịt người" "Hitomuri no mori" (人喰ノ森)                                                                  | 30 tháng 1 năm 2022  |
| 17           | "Địa ngục băng giá" "Gokkan jigoku" (極寒地獄)                                                                      | 6 tháng 2 năm 2022   |
| 18           | "Vương quốc trẻ thơ" "Kodomo no kuni" (子供ノ国)                                                                    | 13 tháng 2 năm 2022  |
| 19           | "Thời khắc ma mị" "Ōmagatoki" (逢魔ガ時)                                                                            | 20 tháng 2 năm 2022  |
| 20           | "Hỏa ngục" "Honō no Kangoku" (炎ノ監獄)                                                                             | 27 tháng 2 năm 2022  |
| 21           | "Sự quyến rũ của nhện" "Kumo no Yūwaku" (蜘蛛ノ誘惑)                                                                | 6 tháng 3 năm 2022   |
| 22           | "Ác mộng" "Akumu" (悪夢)                                                                                            | 17 tháng 4 năm 2022  |
| 23           | "Tiếng côn trùng rên rỉ" "Umeku mushi" (ウメク蟲)                                                                   | 24 tháng 4 năm 2022  |
| 24           | "Tình yêu méo mó" "Hizunda ai" (歪ンダ愛)                                                                           | 1 tháng 5 năm 2022   |
| S            | "Thế giới kì bí qua lời kể của Takenaka Naoto" "Takenaka Naoto ga hanasu Kaiki no sekai" (竹中直人が話す怪奇の世界) | 8 tháng 5 năm 2022   |
| 25           | "Buổi tiệc đỏ thẫm" "Kurenai no kyōen" (紅ノ饗宴)                                                                   | 15 tháng 5 năm 2022  |
| 26           | "Lâu đài đói khát" "Kiga yashiki" (飢餓屋敷)                                                                        | 22 tháng 5 năm 2022  |
| 27           | "Mĩ yêu dịch" "Biyōeki" (美妖液)                                                                                    | 29 tháng 5 năm 2022  |
| 28           | "Kẻ cắp khuôn mật" "Kao tori" (顔取リ)                                                                              | 5 tháng 6 năm 2022   |
| 29           | "Phấn hoa lạ kỳ" "Yō kafun" (妖花粉)                                                                                | 12 tháng 6 năm 2022  |
| 30           | "Người bạn xấu" "Akuyū" (悪友)                                                                                      | 19 tháng 6 năm 2022  |
| 31           | "Tsujigiri" (辻斬リ)                                                                                                | 26 tháng 6 năm 2022  |
| 32           | "Ngươi là ai" "Omae wa Dareda" (オマエハ誰ダ)                                                                       | 3 tháng 7 năm 2022   |
| 33           | "Lời thầm của hồn ma" "Shiryō no Sasayaki" (死霊ノ囁キ)                                                             | 10 tháng 7 năm 2022  |
| 34           | "Người leo tường" "Kabe Hau Mono" (壁這ウ者)                                                                        | 17 tháng 7 năm 2022  |
| 35           | "Ma sói" "Hito Ōkami" (人狼)                                                                                        | 24 tháng 7 năm 2022  |
| 36           | "Mê cung ai oán" "Nageki no Meikyū" (嘆キノ迷宮)                                                                    | 31 tháng 7 năm 2022  |
| 37           | "Xác sống" "Shiryō no Mure" (死霊ノ群レ)                                                                            | 7 tháng 8 năm 2022   |
| 38           | "Âm Dương Sư" "Onmyōji" (陰陽師)                                                                                    | 14 tháng 8 năm 2022  |
| 39           | "Hòn đảo lây nhiễm" "Kansen Kotō" (感染孤島)                                                                        | 21 tháng 8 năm 2022  |
| 40           | "Bờ biển xoắn ốc" "Rasen Kaigan" (螺旋海岸)                                                                         | 28 tháng 8 năm 2022  |
| 41           | "Chú hề" "Dōkeshi" (道化師)                                                                                         | 4 tháng 9 năm 2022   |
| 42           | "Kẻ săn người" "Hito Gari" (人狩リ)                                                                                 | 11 tháng 9 năm 2022  |
| 43           | "Mắt đỏ" "Akame" (赤目)                                                                                             | 18 tháng 9 năm 2022  |
| 44           | "Vết gỉ sét" "Akasabi" (赤錆)                                                                                       | 25 tháng 9 năm 2022  |
| 45           | "Bản tin ma quái" "Yūrei Shinbun" (幽霊新聞)                                                                        | 2 tháng 10 năm 2022  |
| 46           | "Bữa tối của Nữ vương" "Joō no Bansan" (女王ノ晩餐)                                                                 | 9 tháng 10 năm 2022  |
| 47           | "Ký ức vĩnh hằng" "Eien no Kioku" (永遠ノ記憶)                                                                      | 16 tháng 10 năm 2022 |
| 48           | "Cô dâu trắng" "Shiroi Hanayome" (白イ花嫁)                                                                         | 23 tháng 10 năm 2022 |
| 49           | "Lễ hội thu hoạch đỏ thẫm" "Shinku no Shūkakusai" (真紅ノ収穫祭)                                                    | 30 tháng 10 năm 2022 |
| 50           | "Trả ơn" "Okaeshi" (オカエシ)                                                                                       | 6 tháng 11 năm 2022  |
| 51           | "Không đầu" "Kubi Nashi" (首ナシ)                                                                                   | 13 tháng 11 năm 2022 |
| 52           | "Hồ nước bí ẩn" "Ayakashi no Mizuumi" (妖ノ湖)                                                                      | 20 tháng 11 năm 2022 |
| 53           | "Vua tri thức" "Chishiki Ō" (知識王)                                                                                | 27 tháng 11 năm 2022 |
| 54           | "Thiên lý nhãn" "Senrigan" (千里眼)                                                                                 | 4 tháng 12 năm 2022  |
| 55           | "Bakeneko" (化ケ猫)                                                                                                 | 11 tháng 12 năm 2022 |
| 56           | "Ô uế" "Kegare" (穢レ)                                                                                              | 18 tháng 12 năm 2022 |
| 57           | "Chiếc taxi ma ám" "Yūrei Takushī" (幽霊タクシー)                                                                   | 25 tháng 12 năm 2022 |
| 58           | "Kim tự tháp" "Kinjitō" (金字塔)                                                                                    | 8 tháng 1 năm 2023   |
| 59           | "Jiraiya" (児雷也)                                                                                                  | 15 tháng 1 năm 2023  |
| 60           | "Ma nước" "Mizu no Yūrei" (水ノ幽霊)                                                                                | 22 tháng 1 năm 2023  |
| 61           | "Người về từ âm phủ" "Yomi Gaeri" (ヨミガエリ)                                                                      | 29 tháng 1 năm 2023  |
| 62           | "Tầng kỳ lạ" "Maboroshi no Kai" (幻ノ階)                                                                            | 5 tháng 2 năm 2023   |
| 63           | "Ham ăn" "Bōshoku" (暴食)                                                                                           | 12 tháng 2 năm 2023  |
| 64           | "Tiếng gọi" "Yobigoe" (呼ビ声)                                                                                      | 19 tháng 2 năm 2023  |
| 65           | "Vùng tối của sự diệt vong" "Kuro no Kesshiken" (黒ノ決死圏)                                                        | 26 tháng 2 năm 2023  |
| 66           | "Rồng đen tuyền của sự hủy diệt" "Hametsu no Shikkokuryū" (破滅ノ漆黒竜)                                            | 19 tháng 3 năm 2023  |
| 67           | "Kẻ nuốt chửng tất cả" "Subete o Kurau Mono" (スベテヲ喰ラウモノ)                                                   | 26 tháng 3 năm 2023  |